# A Kárpát-medence története a honfoglalásig

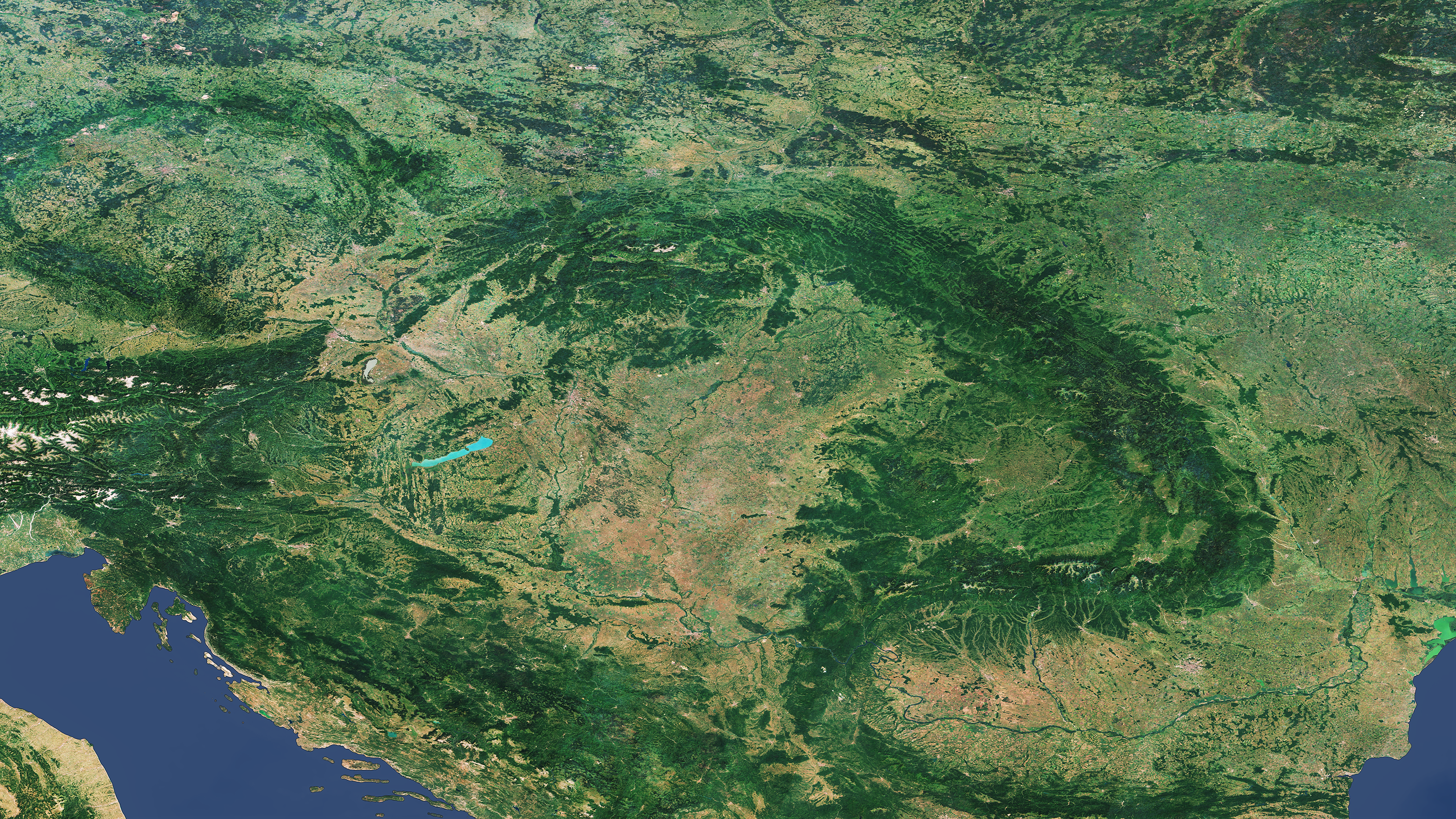
Felhőmentes műholdkép a Kárpát-medencéről

A Kárpát-medence első lakói az ősi emberszerűek (Hominoidea) voltak, maradványaik Rudabánya környékéről kerültek elő. Az első emberelőd, a késői előembernek (korai ősembernek) egy helyi változata a Kárpát-medencéből ismert legkorábbi ember, a Homo erectus.
A legutóbbi jégkorszakot megelőző melegebb periódusban jelentek meg Európában és a barlangokban lakó, vadászó-gyűjtögető neandervölgyi emberek (Homo neanderthalensis). Csontmaradványaikat, illetve eszközeiket számos kárpát-medencei leletből is ismerjük. A mai ember megjelenése mintegy 35 000 évvel ezelőttre tehető, ekkor a Kárpát-medence hideg, tundrajellegű terület lehetett. Európa többi részéhez hasonlóan a Kárpát-medencében is néhány fő kultúrkörhöz tartoztak: ezek a helyi kialakulású Szeleta-kultúra, valamint az aurignaci kultúra és gravetti kultúra. Nagyrasszuk (embertípusuk) szerint a mai ember első európai képviselőihez, az úgynevezett cro-magnoni emberekhez tartoztak. Az Istállós-kői-barlangban az aurignaci kultúra emlékeit találták meg.
Az újkőkorszak során újabb és újabb földművelő népek hatoltak be a Kárpát-medencébe, ahol egyre nagyobb területeket népesítettek be. A Kárpátok viszonylagos védelmet biztosítottak számukra, a földművelésre és állattartásra egyaránt alkalmas síkságok és a vízbőség egyaránt vonzóerőt gyakorolhatott.
Az i. e. 5. évezred végére tehető a rézből készült fegyverek és eszközök kárpát-medencei megjelenése. Az évezred végén kialakuló tiszapolgári kultúra legnagyobb elterjedési periódusában magába foglalta az Alföld keleti felét és Erdély nagy részét. A tiszapolgári kultúrát követő, illetve vele párhuzamos bodrogkeresztúri kultúra (i. e. 4. évezred) a Kárpát-medence egész középső részén, az Alföldön és a Duna mentén egyaránt jelen volt. Az i. e. 3. évezred első felében jelentős éghajlati változások zajlottak le, az állattenyésztés lett a domináns gazdasági tevékenység és ennek következménye egy nagy népvándorlási hullám volt, amellyel a korábbi rézkori népességek eltűntek, helyüket újabb, az előbbiek hagyatékát csak részben átvevő közösségek foglalták el.
A bronzkor első ismert kárpát-medencei kultúrája az ekkoriban egész Európában megjelenő harangedényes kultúra vándorló népe volt az i. e. 3. évezred második felében. A Kárpát-medence népei ekkor jelentős kulturális kapcsolatokat tartottak fenn a mükénéi kultúra régióival. Az i. e. 2. évezred második felét állandó népmozgások, valamint az ezzel együtt járó etnikai-kulturális változások jellemzik és a Kárpát-medence területén is keveredtek az úgynevezett Kárpát-Dnyeperi kultúrkörbe tartozó és a közép-európai jellegű kultúrák.
A kárpát-medencei vaskor az i. e. 8. század második felében kezdődik, a legkorábbi vastárgyak azonban már a késő bronzkorban (i. e. 9. század) megjelentek. Az első vashámor maradványait a Tátrában tárták fel. A vasművességet Délkelet- és Közép-Európában a korainak nevezett szkíták honosították meg.
A Kárpát-medence első név szerint ismert népei az illíreket képviselő pannonok és azalok, a kelta szkordiszkuszok, tauriszkuszok (noriák), boiok, eraviszkuszok, ózok, gotinok és anartok, valamint a szkíta agathürszök voltak. Az Erdélyi-medencében a szkíták által uralt trák népességből alakult ki a dákok népe. Alföldünkön talán méd gyarmatosok, a szigünnák is jelen voltak. Időszámításunk első évtizedében a szarmaták csoportjába tartozó jazigok költöztek az Alföldre.
Az i. e. 1. század során a Római Birodalom, amely addig csupán kereskedelmi kapcsolatban állt a Kárpát-medence népeivel, kiterjesztette a terület egy részére az uralmát. A Pannóniában élő népek kultúrája keveredett a rómaival, és fokozatosan romanizálódtak, de a Kárpát-medence középső és északi területeit a rómaiaknak soha nem sikerült meghódítani.
A 4. század végén hunok elől menekülő alán és germán törzsek költöztek be a Kárpát-medence területére, majd a századfordulón a hunok is megjelentek, és néhány évtizeden belül uralmuk alá vonták a térséget. A hunok birodalmának összeomlása után a Kárpát-medence területét egy évszázadon keresztül a gótok, herulok, gepidák és longobárdok törzsei uralták, végül 567-ben a közép-ázsiai avarok vették birtokba. Az avarok határvédő népelemként a gyepűik területére szláv népeket telepítettek a Kárpát-medence peremvidékeire, s a szlávok utóbb az avarok belső birtokaira is beköltöztek. A népek mozgása során a Kárpát-medencét 811–895. között, a magyar törzsszövetség átköltözésekor, a honfoglalásnak nevezett történelmi folyamat alatt, a turkoknak, illetve onoguroknak is nevezett magyarok vették birtokba.

## Az ember előtti korok
A Kárpát-medence ma jellemző éghajlata, állat- és növényvilága csak 10-12 000 éve alakult ki. A korábbi évmilliók során a trópusi és a sarkvidéki éghajlat egyaránt előfordult a területen, sőt gyakran víz borította. Az éghajlatot a felmelegedési és lehűlési időszakok ciklikus váltakozása határozta meg.
A miocén kor elején, kb. 20 millió évvel ezelőtt alakult ki a főemlősökön (Primates) belül az emberfélék (Hominidae) családja. Az ide tartozó ősi emberszabású majmok leggazdagabb európai emlékei a híres magyarországi leletek Rudabánya környékéről. Az itt talált csontmaradványok többségét a Dryopithecus brancoi fajjal azonosítják. (Korábban két külön fajnak tartották Rudapithecus hungaricus és Bodvapithecus altipalatus néven.) A leletek 10-12 millió évesek. A felnőtt egyedek testtömege 18–24 kg közötti lehetett, a mai csimpánzoknál valamivel kisebbek voltak. A hímek és a nőstények jelentősen különböztek egymástól.
Európa területét a földtörténet utolsó szakaszában többnyire a jégkorszak uralta, északi felét évezredeken át örök jég borította, déli felének nagy része pedig fagyos tundra volt. Az eljegesedések közötti interglaciális (felmelegedő) időszakokban azonban ismét a maihoz hasonló klíma alakult ki. Mintegy 6-12 millió évvel ezelőtt a Kárpát-medence alföldi területeit egyetlen hatalmas tó, az úgynevezett Pannon-tenger borította.

## Az őskőkortól a középső kőkorig
Az emberré válás kb. 4 millió évvel ezelőtt kezdődött Afrikában. A Hominina öregnembe tartozó első emberelődöknek (Australopithecus, Homo habilis, Homo ergaster) európai leletei nem ismeretesek, így a Kárpát-medencében sem találták meg a nyomukat.

### Korai ősember
Az első emberelőd, amely Afrikából Európába is bevándorolt valószínűleg a Homo erectus volt. Az ember legrégebbi európai nyomai ugyanis a Homo erectus egy sajátos helyi típusától származnak, amely az utolsó előtti interglaciális melegebb korokban (Günz-Mindel és Mindel-Riss korszakok) jelent meg, és átmenetet képez az előember és a mai emberhez már igen hasonló neandervölgyi ember között. Újabban egyre inkább külön fajnak tartják és heidelbergi ember (Homo heidelbergensis) néven különböztetik meg. Valószínűleg ennek a késői előembernek (korai ősembernek) egy helyi változata a Kárpát-medencéből ismert legkorábbi ember, a Homo /erectus seu sapiens/ paleohungaricus. Leleteit a Dunántúli-középhegységben, Vértesszőlősön találták meg: ezek közé tartozik egy koponyacsont, néhány gyermeki tejfog, csonteszközök, kvarcitból és kovakavicsból készült pattintott kőeszközök, tűzhely, valamint a világ legrégibb ismert emberi lábnyoma. Ez jelentette a területen az őskőkorszak (paleolitikum) kezdetét. E leletek tanúsága szerint a Kárpát-medence már kb. 350-400 ezer éve is lakott volt. Erdélyben később települtek meg az első embercsoportok; pattintott szakócáik és kavicseszközeik Kiskapusról – egész pontosan Magyarkiskapusról van szó (románul Căpușu Mic, németül Klein Thoren)amely egy falu Romániában Kolozs megyében ahol a neves régész professzorok, Roska Márton és Henri Breuil abbé tárták fel ezen híres leleteket melyeket mai napig látni lehet a kolozsvári Történelmi Múzeumban 293-294 -es iktatószámok alatt.  és Rákovicáról kerültek elő.
Az egykori érdi középső paleolit vadásztelep mintegy 50-60 ezer esztendővel ezelőtt élt ősember hajdani vadásztanyája véletlenül vált ismertté a szakemberek előtt. Az érdi ősember leggyakoribb vadászzsákmánya barlangi medve volt, de a csontok tanúsága szerint nagy számban élt a környéken a jégkori ló, a gyapjas orrszarvú, a hiéna, a különböző szarvasfajták, a barlangi oroszlán, a párduc, és a mamut.
A régészeti leletanyag a moustieri kultúrát reprezentálja – tágabb értelemben az első ízben Németországban leírt, a neandervölgyi ember kultúrájához tartozik – illetve Rudabánya és Vértesszőlős mellett Magyarország harmadik legjelentősebb ősrégészeti lelőhelye. S bár emberi csontmaradványok nem kerültek elő igen nagy jelentőségű ősemberi kőeszközöket hoztak napvilágra. Az utolsó eljegesedés előtt mintegy 50 ezer esztendeje Érden élt ősemberek két kultúrrétegben és 5 települési szintben, több mint 900 pattintott kőszerszám, túlnyomórészt görgetett kavicsból és kvarcitból, valamint faopálból készített ún. pontiniánó jellegű kőeszközök maradtak az utókorra. A számos kisebb üreg, természetes barlang nyújtott menedéket a jégkorszak zordon éghajlati időjárási viszonyai közepette az itt megtelepedett embereknek.

### A neandervölgyiek
A legutóbbi jégkorszakot megelőző melegebb periódusban (Riss-Würm vagy Eem) jelentek meg Európa-szerte a főleg barlangokban lakó, vadászó-gyűjtögető neandervölgyi emberek (Homo neanderthalensis). Csontmaradványaikat, illetve eszközeiket számos kárpát-medencei leletből is ismerjük, amelyek közül a legfontosabbakat a Bükk-vidék barlangjaiban találták (i.e 90 ezer moustieri), a Suba-lyukban (Cserépfalu közelében, ez egyben a neandervölgyi ember legkorábbi közép-európai emléke), az Istállós-kői-barlangban és a Szeleta-barlangban (Miskolc-Felsőhámor mellett). Megemlítendőek a Horvát-középhegység gazdag neandervölgyi-leletei is Krapina városban és a Vindija-barlangban. Tata környékén a moustieri kultúra i.e 80 ezerből származó leleteit tárták fel, míg Érden i.e 70 ezertől tártak fel több rétegben leleteket ebből a kultúrából. A bükki Szeleta-kultúra leleteinek kezdete a Szeleta-barlangban (ez a subalyuki utóda) i.e. 50 ezer. Érden i.e. 45 ezerben a moustieri kultúra leletei véget érnek.

### A mai ember megjelenése
A mai ember megjelenése a területen mintegy 35 000 évvel ezelőttre tehető (késői őskőkor vagy felső paleolitikum). Ez a legutóbbi jégkorszak, az úgynevezett Würm-glaciális időszakával esett egybe, amikor a Kárpát-medence hideg, tundrajellegű terület lehetett. A mai emberek Európa többi részéhez hasonlóan a Kárpát-medencében is évezredeken át néhány fő kultúrkörhöz tartoztak: ezek a helyi kialakulású Szeleta-kultúra, valamint az Európa többi részén is elterjedt aurignaci kultúra (ejtsd: orinyaki) és gravetti-kultúra. Rasszuk (embertípusuk) szerint a mai ember első európai képviselőihez, az úgynevezett cro-magnoni emberekhez tartoztak (ejtsd: kromanyoni).
Az Istállós-kői-barlangban az aurignaci kultúra emlékeit találták meg. Többek között egy háromlyukú csontsíp is előkerült, amely öt hang megszólaltatására volt alkalmas.

#### A gravetti kultúra
A gravetti-kultúra magyarországi lelőhelyei: Ságvár, Bodrogkeresztúr, Árka (Szegvár), Zalaegerszeg, Palánk (Szekszárd).

#### Szeleta-kultúra
A helyi kialakulású Szeleta-kultúra kiindulási pontjának a Bükk és környékén található területet tekintjük. A Bükk hegység barlangjaiban a neandervölgyiek mellett a cro-magnoni emberek emlékeit is megtalálták. A Szeleta-barlangban a Szeleta-kultúra finoman kidolgozott kőeszközeit találták meg. Ezek a későbbi nyugat-európai solutrei kultúrával nagy hasonlóságot mutatnak, ezért korábban sokan azonosnak tekintették a kettőt.

#### Jankovich-barlang
Ez a barlang is számos ősemberi leletet, csont- és szerszámmaradványt adott a régészetnek. Húsz méter magas bejárata mögött hatalmas csarnok húzódik, amit egy felszínre nyúló kürtő követ. A kiemelten védett barlangot csak engedéllyel szabad látogatni. Az itt talált pálca vége rovás jelekkel vagy díszítéssel van ellátva. A pálca készítésének ideje ~i.e.16-20 ezerre tehető.

### Középső kőkor
A paleolitikumot a mezolitikum („középső kőkorszak” vagy „átmeneti kőkorszak”) követte. A jégkorszak végétől, 10-12 000 évvel ezelőtt kezdődő gyors felmelegedés révén egyre nagyobb területek váltak lakhatóvá. A Kárpátok olvadó jégtakarója biztosította a bőséges vízellátást, aminek eredményeként a régióban gazdag növény- és állatvilág alakult ki. A Kárpát-medence akár 1000-2000 évvel is megelőzhette Európa északabbi területeit az gazdálkodó életmód számára kedvező feltételek kialakulásában. A korszak vadász-halász törzseinek legfontosabb kárpát-medencei településmaradványát Jászberény mellett tárták fel.

## Újkőkor

### A Kárpát-medence benépesítése
Délnyugat-Ázsia újkőkori demográfiai robbanása következtében, az ott kialakuló emberfölösleg részben Kis-Ázsián át a Balkán felé, onnan pedig a Duna vonalát követve vándorolt tovább. Az újkőkorszak során újabb és újabb földművelő népek hatoltak be a Kárpát-medencébe, ahol egyre nagyobb területeket népesítettek be. A Kárpátok viszonylagos védelmet biztosítottak számukra, a földművelésre és állattartásra egyaránt alkalmas síkságok és a vízbőség egyaránt vonzóerőt gyakorolhatott. Később, ahogy itt is megnövekedett a gazdálkodó lakosság létszáma, egyes csoportjaik a Duna, majd a Rajna mentén Közép-Európa többi területét is benépesítették.

### Az első gazdálkodó népek

Európa régészeti kultúrái az i. e. 5. évezred első felében (sárga a nyugati-, világoszöld a keleti vonaldíszes kerámia kultúrájának elterjedési területe)

Az i. e. 7 – 6. évezredben virágzó Körös-kultúra és Starčevo-kultúra (Körös-Starčevo, Starčevo-Körös vagy Körös-Starčevo-Criş kultúrkomplexum) hordozói földműveléssel, halászattal, háziiparral foglalkoztak. E kultúrák készítették a Kárpát-medence első ismert kerámiaedényeit. Az agyagedényeket még kézzel tapasztották össze (hurkatechnika). Erre az időszakra tehető az első nagy testű háziállat, a szarvasmarha háziasítása is. Bár ennek pontos helyéről nincs egyetértés a régészek között, de az állat vad őse, az őstulok nagy számban élt a számára ideális élőhelyet jelentő Kárpát-medencében, és nem zárható ki, hogy itt került sor a háziasítására is. Mindenesetre itteni használata már ebben a korai időszakban kimutatható, és jelentős lépés volt a civilizáció fejlődésében.
Az ezt követő vonaldíszes kerámia kultúrája (i. e. 6. évezred második fele – i. e. 5. évezred első fele) a nevét a kerámia párhuzamos vonalakból kialakított díszítőmotívumairól kapta. A kultúra a Dunántúlon alakult ki és innen terjedt el egész Közép-Európa területén. A vonaldíszes kerámia kultúrájának népeit a szórt jellegű, nyílt falvak és a falvak rendszeres továbbvándorlása jellemezte. Óriási, akár 30-40 x 5-8 méteres, hosszú házakat építettek, amelyekben az egész nagycsalád együtt lakott. Jellemző volt rájuk agyagedényeik egyöntetű alapformája, készítési technikája és jellegzetes díszítményei. A lelőhelyekről számos lapos testű, erősen absztrakt apró szobor maradt ránk, maszkszerű fejábrázolással. A vonaldíszes kerámia népei égetéses-irtásos földművelést folytattak, állattartásukban a juh és kecske mellett a szarvasmarha is meghatározó volt.
A vonaldíszes kerámia kultúrájának két fő kárpát-medencei típusa a dunántúli és az alföldi volt. A dunántúli típus a tágabb nyugati kultúra részét képezi. Az alföldi típust keleti vonaldíszeskerámia-kultúrának is nevezik. Ide tartozik a szatmári, szakálháti és tiszadobi csoport, valamint a bükki csoport a mai Északkelet-Magyarország és Kelet-Szlovákia területén. Ez utóbbit az alföldi vonaldíszes kerámia kultúrájának többi csoportjától elkülönítve általában bükki kultúra néven tárgyalják. A bükki kultúra emberei obszidiánt bányásztak, feldolgozták, és kereskedtek vele. Folyómedrek teraszaira építették településeiket, de voltak magasabban fekvő településeik is. Gyakran választottak barlangokat lakhelyül, a legfontosabb leletek a Domica-barlangból kerültek elő. Az újkőkori Közép-Európában nekik volt a legfejlettebb a keramikájuk – nagyon vékonyfalú, alaposan kiégetett edényeket készítettek, sárga, fehér vagy piros díszítéssel ékesítették.
A Dunántúlon az i. e. 5. évezredben kialakuló lengyeli kultúra jellemző vonása a csoportos település-hálózat volt. Az Alföldön az i. e. 5. évezred második felében a Tisza-kultúra virágzott. A kultúra legjelentősebb emlékeit a Hódmezővásárhely melletti Kopáncs-Kökénydomb és Gorzsa-Cukor-major neolitikus településein tárták fel. A települések nagy lélekszámú lakossága hatalmas, több helyiségből álló házakban élt. A hosszú egy helyben lakásra utalnak a gorzsai telep helyenként 3 méter vastag településrétegei.

### Korai írásbeliség a Kárpát-medencében

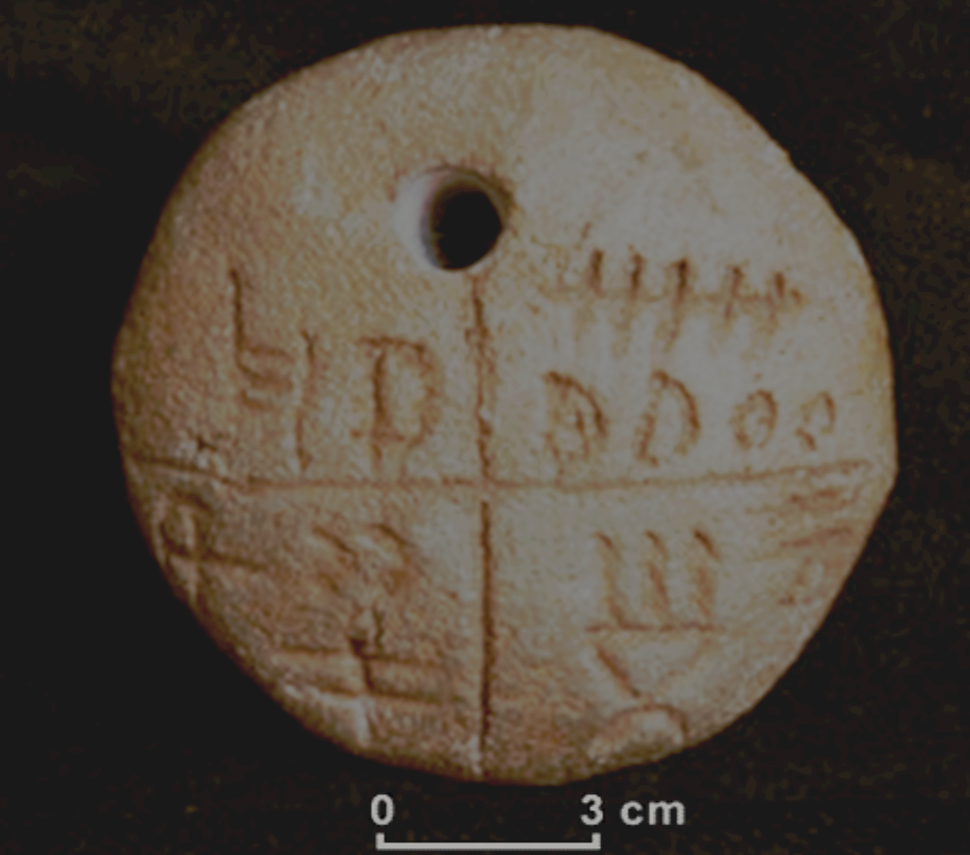
A Tatárlaka vidékén lelt varázsszer (i. e. 5500–5300)

Erdélyt az i. e. 5. évezredben a vinča–tordosi kultúra népe lakta. A Maros mentén kialakuló kultúra körében már korábban is ismert,  az agyagedényeket díszítő geometrikus jelek a tatárlakai lelet szenzációs felfedezése óta új megvilágítást kaptak. A táblácskákon ugyanis nagy valószínűséggel írás található, és ez alapján elképzelhető, hogy a kultúra többi agyagemlékén lévő jelek is részben írásjelek, amint azt egyébként néhány kutató már korábban is gyanította.
A tatárlakai lelet komoly dilemmát jelent a nemzetközi történettudomány számára, hiszen a mezopotámiai írásbeliség kezdeténél mintegy ezer évvel korábbi, és így a világ egyik igen korai írásos emlékének tekinthető.
A leletek tanúsága szerint a Maros mentén valamikor az i. e. 5. évezred végén talán kísérlet történt az írás bevezetésére.   Ennek a kísérletezgetésnek azonban nem volt folytatása, a kései neolitikumból nem ismerünk hasonló jelekkel karcolt agyagtárgyakat.

### Az újkőkori művészet emlékei
Az újkőkori művészet jelentős kárpát-medencei emlékei az i. e. 5. évezredi Tiszai-kultúra istenszobrai. A legismertebbek a kökénydombi Vénusz és a szegvár-tűzkövesi idol (sarlós isten).

## Kőrézkor (i. e. 4500/4400–2800/2700)

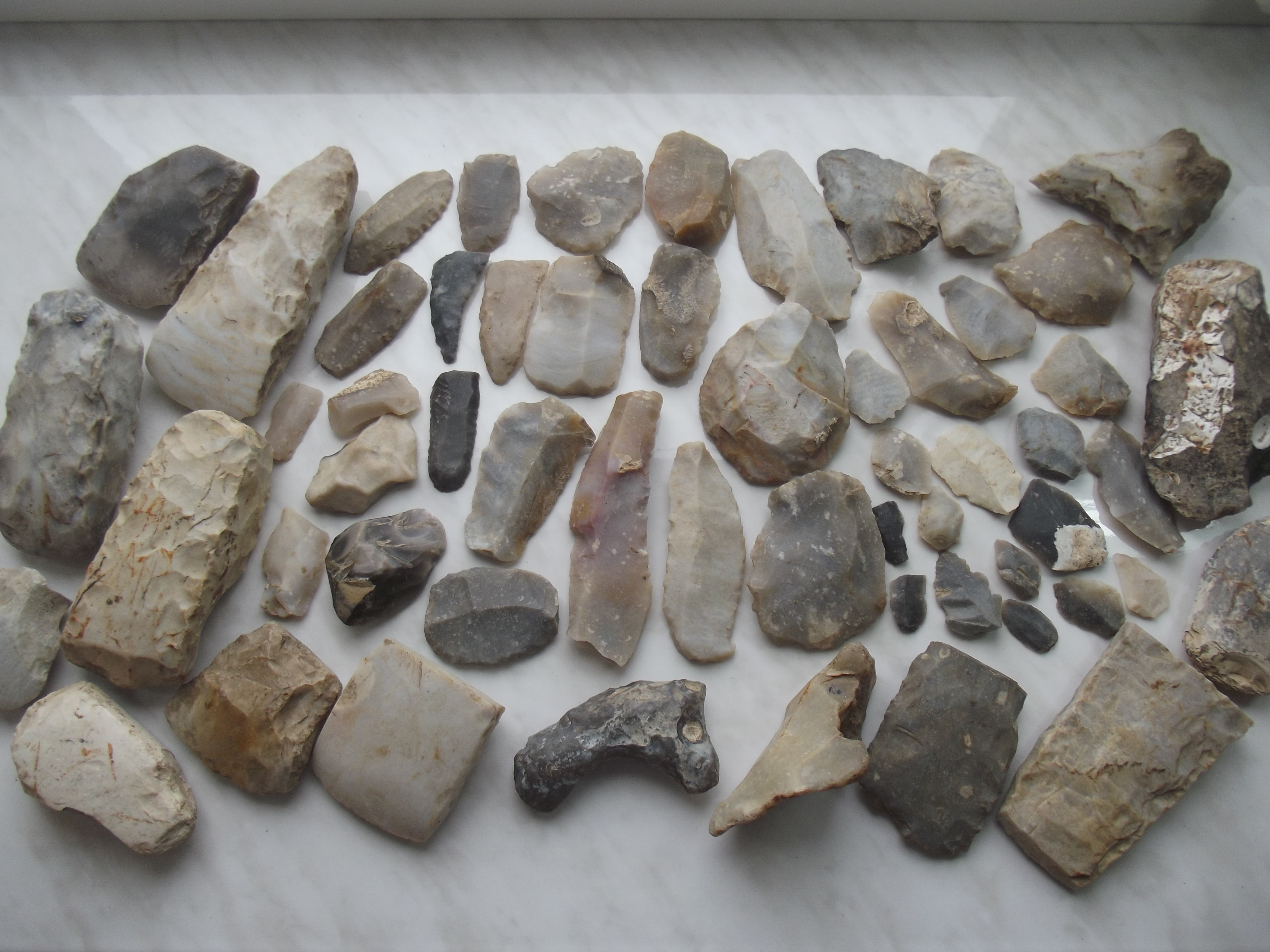
A Cucuteni–Tripolje-kultúra kőeszközei

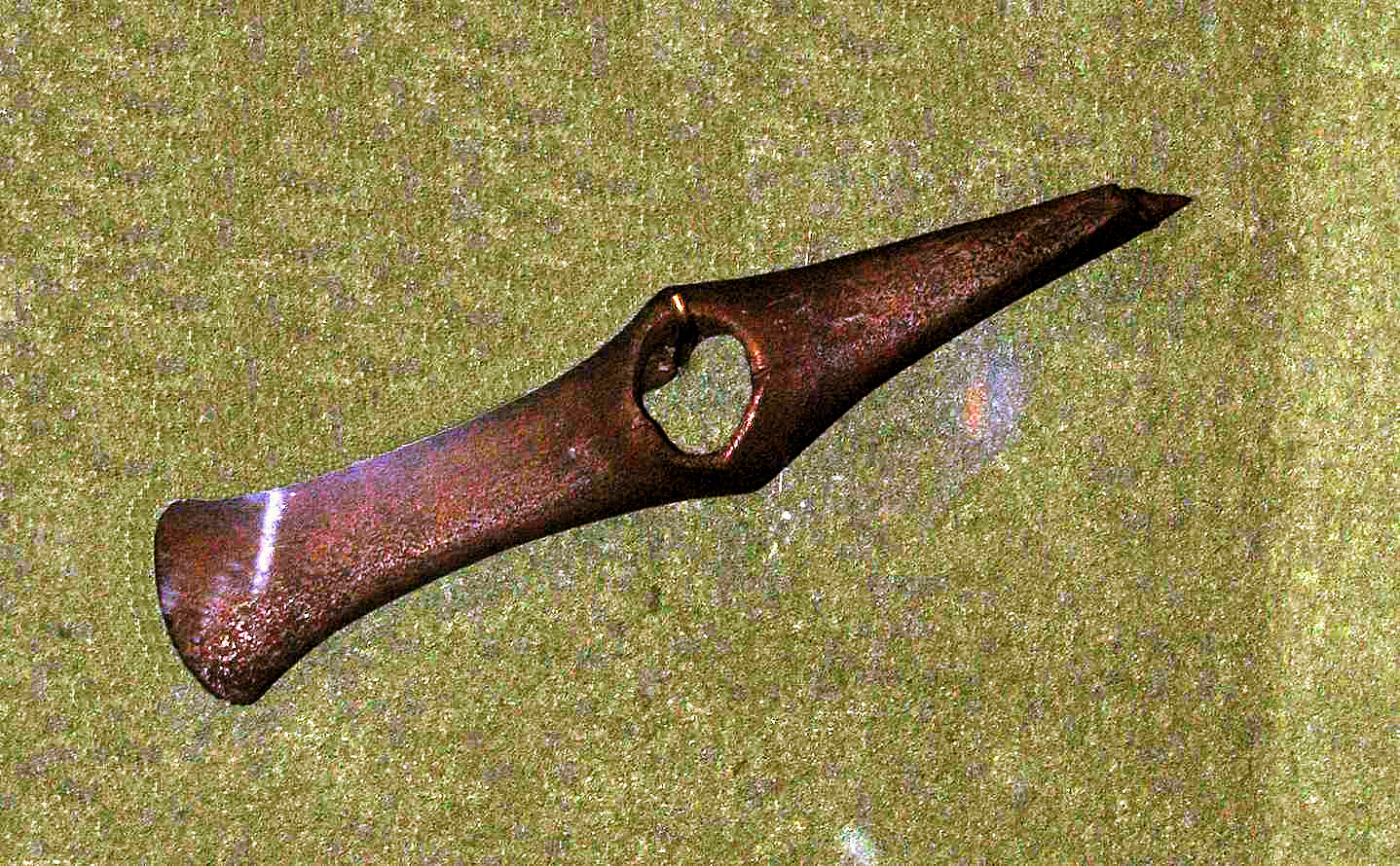
Réz csákány Hajdúdorog határából

Az időszámításunk előtti 6. évezredben (5500–5200) a Kárpát-medence éghajlata fokozatosan csapadékosabbra fordult, a hőmérséklet azonban lényegesen nem változott. A Kárpátokban ez időben uralkodtak a lucos erdők, a medence nyugati szögletében az erdeifenyő. Középhegységeink területén a pusztai tölgyesek záródtak, többé-kevésbé tiszta tölgyes állományok alakultak ki belőlük. Fokozatosan háttérbe szorult a szil és a hárs; megjelent, bár eleinte csak szórványosan, a gyertyán, a bükk és a jegenyefenyő. A tölgyesek ez idő tájt az Alföld és a Mezőség lösz- és homokterületeit is igyekeztek elfoglalni, az alacsonyabb vidékek beerdősödését azonban részben a talajviszonyok, részben a földművelő és állattenyésztő népesség jelenléte, tevékenysége lehetetlenné tette. Ez időben alakult ki a Kárpát-medence alacsonyabb vidékein az erdős puszta – ligetes homoki- és lösztölgyesek, homoki- és löszgyepek; a folyók árterületén mocsarak, rétek, szikesek, liget- és láperdők – jellegzetes képe.
A környezeti viszonyok átalakulása nyomán a Kárpát-medencében letelepedett népességek gazdálkodása is megváltozott. Csökkent a földművelés, növekedett az állattartás szerepe, elsősorban az Alföldön. A kőrézkor népessége a szarvasmarhát már nem csupán húsáért, hanem tejéért is tartotta, és igavonóként is alkalmazta. Használatba vette az ekét, az igát, a szarvasmarhák vontatta taligát, később a négykerekű szekeret. A kő, a réz és az arany feldolgozását iparszerű méretekben űzte. A termelékenyebb gazdálkodás nyomán megváltozott az emberek életvitele. A viszonylagos bőség utóbb a javak elosztásában, a temetkezési szokásokban stb. is tükröződő társadalmi különbségek kialakulásához vezetett. A korai kőrézkorban jöttek létre a lakóhelytől elkülönített temetők.
Az újkőkor és a kőrézkor átmenete eltérő módon zajlott az Alföldön, illetve a Kárpát-medence hegyes-dombos vidékein.
Az Alföldön a késő újkőkor, a Tisza–Herpály–Csőszhalom-kultúra (i. e. kb. 4900–4500/4400) lakódombokból és kiterjedtebb falvakból álló laza települési rendszerét a korai kőrézkorban (tiszapolgári kultúra) kisebb, rövidebb életű telepek sűrű hálózata váltotta fel.
Szlavónia, a Dunántúl, a Kisalföld, illetve a Felvidék településhálózata az átmeneti korban alig változott. Itt a lengyeli kultúra (i. e. kb. 5000–3400) egyes falvai fennmaradtak vagy a korábbi település közelében épültek újjá. A lengyeli kultúra népessége a késő újkőkorra jellemző égetéses, erdőirtásos talajműveléssel csak középső kőrézkorban hagyott fel.
Az Erdélyi-medencében a késő újkőkorban több közösség is jelen volt. Közülük a Petreşti-kultúra (i. e. kb. 4750–4250) foglalta el a legnagyobb területet, a medence délnyugati felét. Népességének eredete egyelőre tisztázatlan. Egyesek helyi, mások balkáni gyökerűnek tartják őket. Elsősorban pásztorkodással foglalkoztak. Létrehoztak állandó, másodlagos és időszakos telepeket is, és a barlangokat is használták lakóhelyként. A népesség a korai kőrézkorban is tovább élt Erdély területén, birtokolta az arany- és rézlelőhelyeket.

### Korai kőrézkor (i. e. 4500/4400–4000)

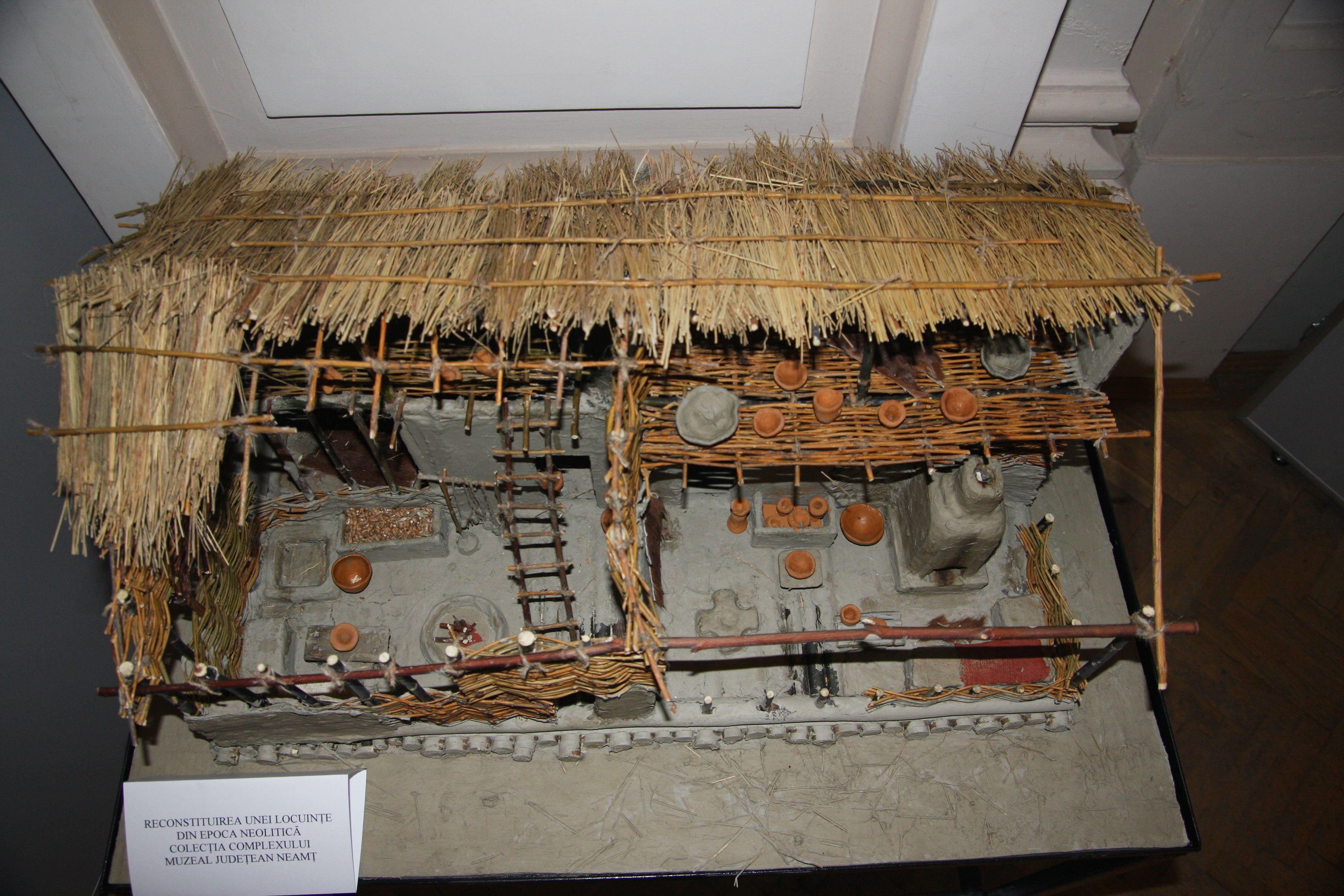
Cucuteni lakóház kicsinyített mása

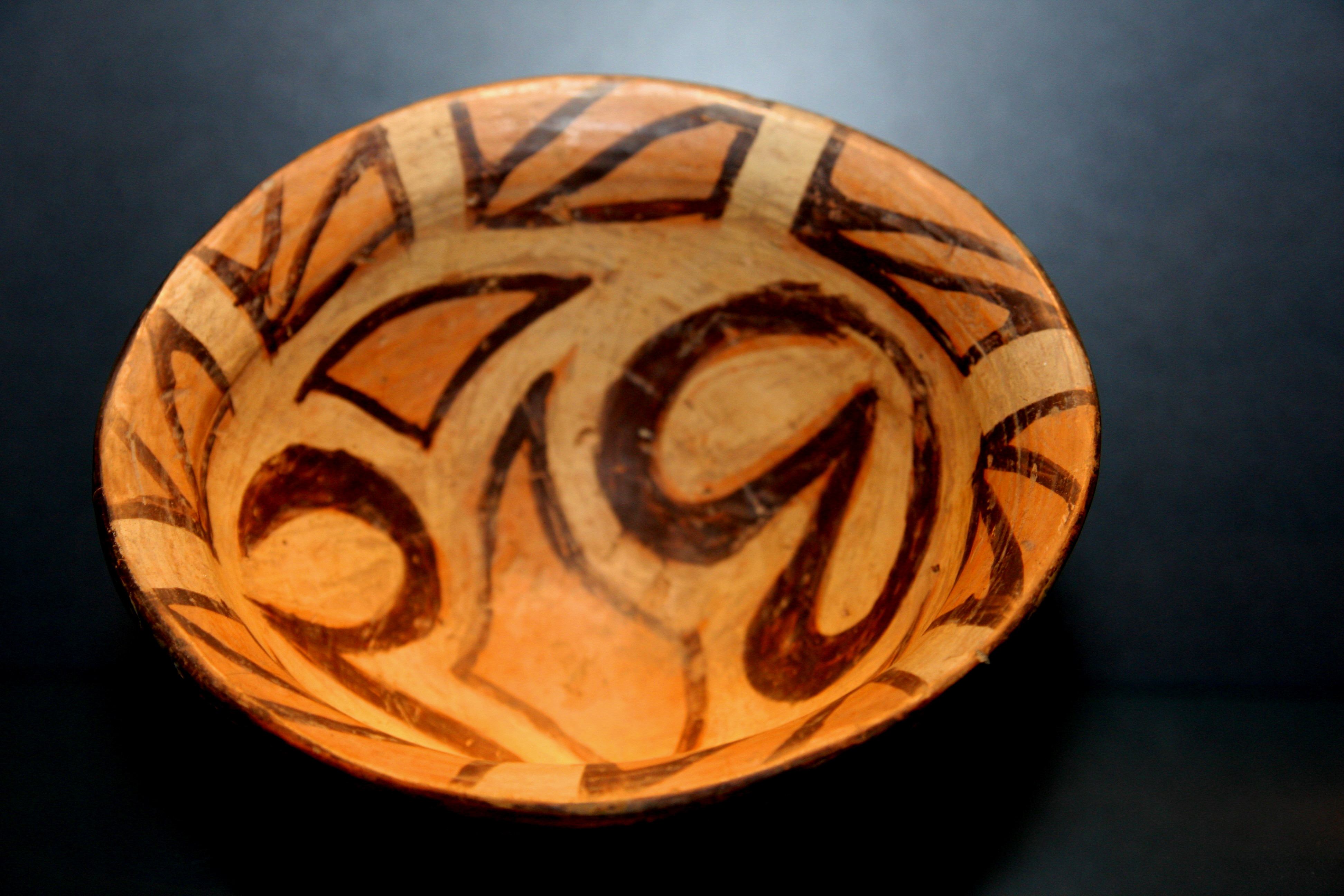
Jellegzetes cucuteni festett cserépáru

Az i. e. kb. 4500/4400–4000. között virágzó tiszapolgári kultúra elterjedési területe magában foglalta az Alföld keleti, valamint Erdély nyugati felét. Népessége általában folyók mellett lakott, gyakran az árterület síkjából kiemelkedő magaslatokon. Szállásaikat nem erősítették meg. Fő foglalkozásuk az állattenyésztés volt. Szarvasmarhát, juhot, kecskét, sertést, lovat és kutyát tartottak. A lovakat a kelet-európai puszta népeitől szerezték be. Régészeti hagyatékukban vadak (őstulok, szarvas, őz), halak, elvétve madarak, teknősök csontjait, csiga- és kagylóhéjakat is találtak. Temetőikben a sír helye, illetve a halott mellé útravalóul helyezett javak mennyisége az elhunyt személy társadalmi helyzetét jelzi.
Az Erdélyi-medence északkeleti vidékein a Cucuteni–Tripolje-kultúra (i. e. kb. 4500–3000) virágzott, népessége a középső kőrézkorban is tovább élt. E kultúra elterjedésének súlypontja a Podóliai- és a Dnyeper-menti-hátság löszvidéke volt. Képviselői nagyszámú kisebb-nagyobb, olykor több száz épületet is magában foglaló, árokrendszerrel körülvett településeket alapítottak. Házaikat általában kör alakban rendezték el, folyók mentén azonban házsorokat is létrehoztak. Alakort, tönkét, búzát, tönkölyt, árpát, kölest, zabot, hüvelyeseket (lencsét, borsót, cicorlencsét) termesztettek, kertjeikben cseresznyeszilva, szilva, szőlő, őszibarack, cseresznye, körte, alma termett. Vadgyümölcsöket (kökény, som, galagonya, ostorménfa) is gyűjtöttek. Szarvasmarhát, juhot, kecskét, sertést tartottak. A régészeti hagyatékukban lelt csontok (szarvas, őz, jávorszarvas, őstulok, vaddisznó, ló, medve, hód, borz, vidra, farkas, róka, vadmacska, menyét, nyúl, mókus, hörcsög, ritkán antilop, rozsomák, görény, hiúz, sün, vakond, pocok, földikutya, ürge) tanúsága szerint a vadászat is fontos szerepet töltött be életükben. Eszközeik javarészt csiszolt kőből és rézből készültek.

### Középső kőrézkor (i. e. 4000–3600/3500)

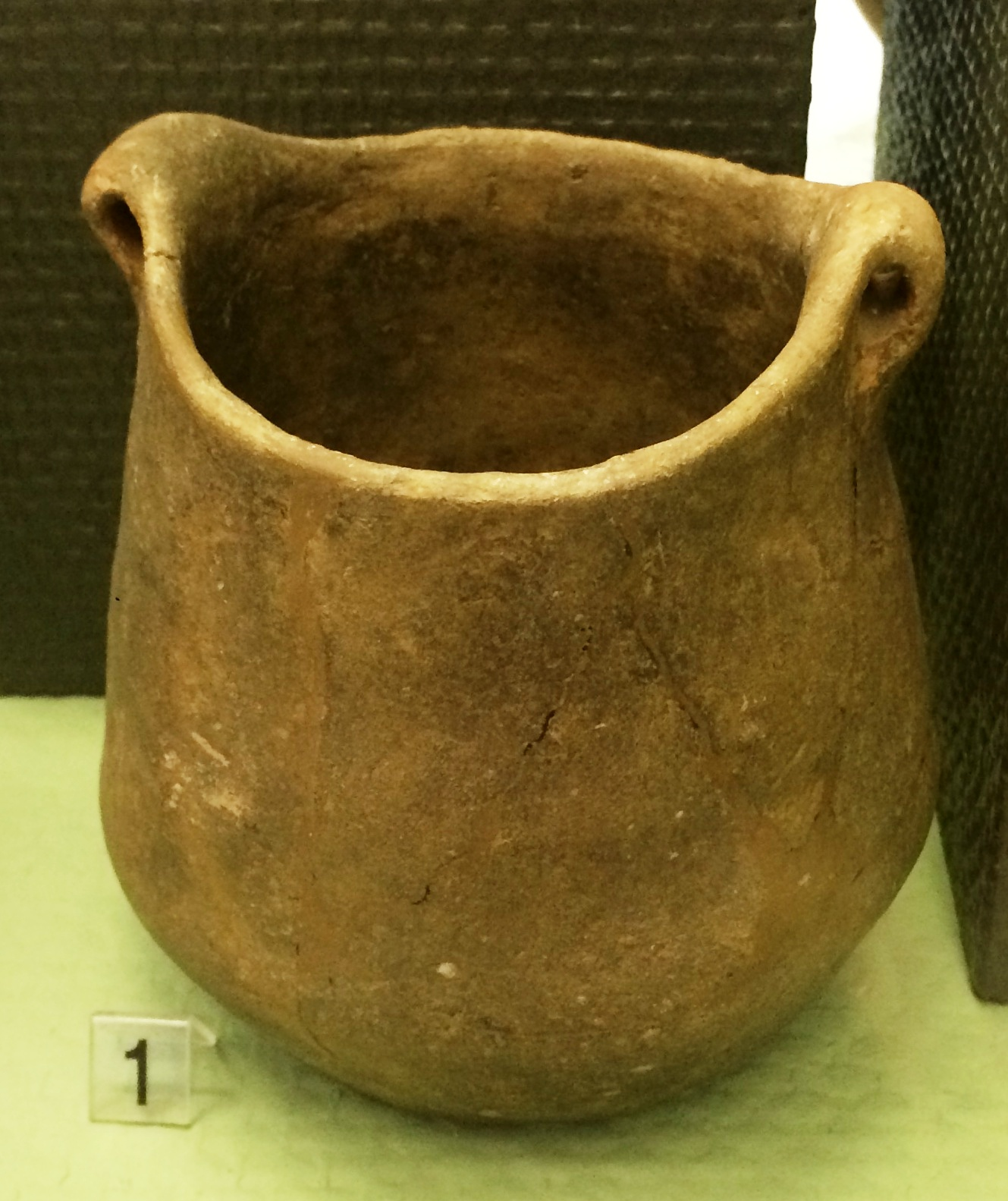
A Ludanice-kultúra hagyatéka Budapest környékéről

A korai- és a középső kőrézkor átmeneti szakaszában az Alföld keleti felét stb. uraló tiszapolgári kultúrát törés nélkül követi a Bodrogkeresztúr lelőhelyről elnevezett csoport. A medence nyugati felében a lengyeli és a Balaton–Lasinja-kultúra eszközei stb. között ellenben jelentős különbségek vannak. Előbbi népe a közép-európai hagyományokat ápolta, míg utóbbi szokásaiban dél-európai jellegű volt. A lengyeli kultúra utóbb átalakult, utódja a Ludanice-kultúra.
A középső kőrézkor idején Délkelet-Európában, illetve a Kárpát-medence keleti felében kelet-európai pásztornépek, alighanem a szkíták elődei, telepedtek le. (Lásd még: kurgán-kultúra)
A kelet-európai pásztorok első kirajzása (i. e. 4400–4200) valószínűleg összefügg a ló háziasításával (i. e. 4600. körül). A Volga vidékén honos népesség először megszállta a kelet-európai puszta nyugati felét, a Donyec, Dnyeper és Déli-Bug vidékét, majd a Román-alföldet és a Keleti-Balkán lapályait i. e. 4000. körül. A balkániak többsége elhagyta lakóhelyét, kisebb részük pedig összevegyült a jövevényekkel. E vegyes népesség később (i. e. 3300–2700) az Égei-tenger felé terjeszkedett.
A kelet-európaiak a Duna mentén vándoroltak felfelé. A Kárpát-medencében i. e. 4000–3600. között jelentek meg. Az Alföldön, folyók mentén, vízjárta területeken foglaltak maguknak szállást. Kisebb csoportjaik az Erdélyi-medencében is letelepedtek. Csapataik Északnyugat-Európába is eljutottak, és a germán népek ősei közé vegyültek. Az általuk előidézett népmozgások hatással voltak a helyi és a szomszédos közösségekre végig a Duna mentén, beleértve az Elba, az Odera és a Visztula felső szakaszát is. A pusztai nép által meghonosított eszközök, eljárások, eszmék új korszakot teremtettek Délkelet- és Közép-Európában.
A Kárpát-medencében – mindenekelőtt az Alföldön, és imitt-amott az Erdélyi-medencében, főleg a Maros mentén (Decea Muresului csoport) – a helyi népességből, valamint a keleti és délkeleti jövevényekből jött létre a Bodrogkeresztúr lelőhelyről elnevezett kultúra (i. e. kb. 4000–3600). Képviselői kisebb településeken (általában 15–20 lakos) éltek. Földjeiket művelték – főleg búzát termesztettek – és sok állatot, elsősorban szarvasmarhát, másodsorban juhot és kecskét, valamint sertést tartottak. Őstulokra, szarvasra, őzre, vaddisznóra, nyúlra stb. vadásztak. Cserépedényeik megformálásában, díszítőművészetükben a tiszapolgári kultúra hagyományait folytatták. A hagyatékukban lelt réz- és aranytárgyak – jellemzően szekercék, illetve ékszerek – fejlett fémművességükről tanúskodnak.
A kelet-európai jövevények halottaikat zsugorított helyzetben, fejjel a keleti irány felé – a férfiakat rendesen jobb, a nőket bal oldalukra fektetve – földelték el.
A Kárpát-medence északnyugati, nyugati peremvidékén a Balaton–Lasinja (i. e. kb. 4000), illetve a Ludanice-kultúrával (i. e. kb. 4000–3500) közel egy időben tűnt fel a jellegzetes edényei alapján tűzdelt barázdás cserépárut készítőknek nevezett csoport (i. e. kb. 3800), amely a középső kőrézkor második felében az Adriai-tengertől a Keleti-Alpok vidékéig terjeszkedett.

### Késő kőrézkor, az ókor kezdete (i. e. 3600/3500–2800/2700)

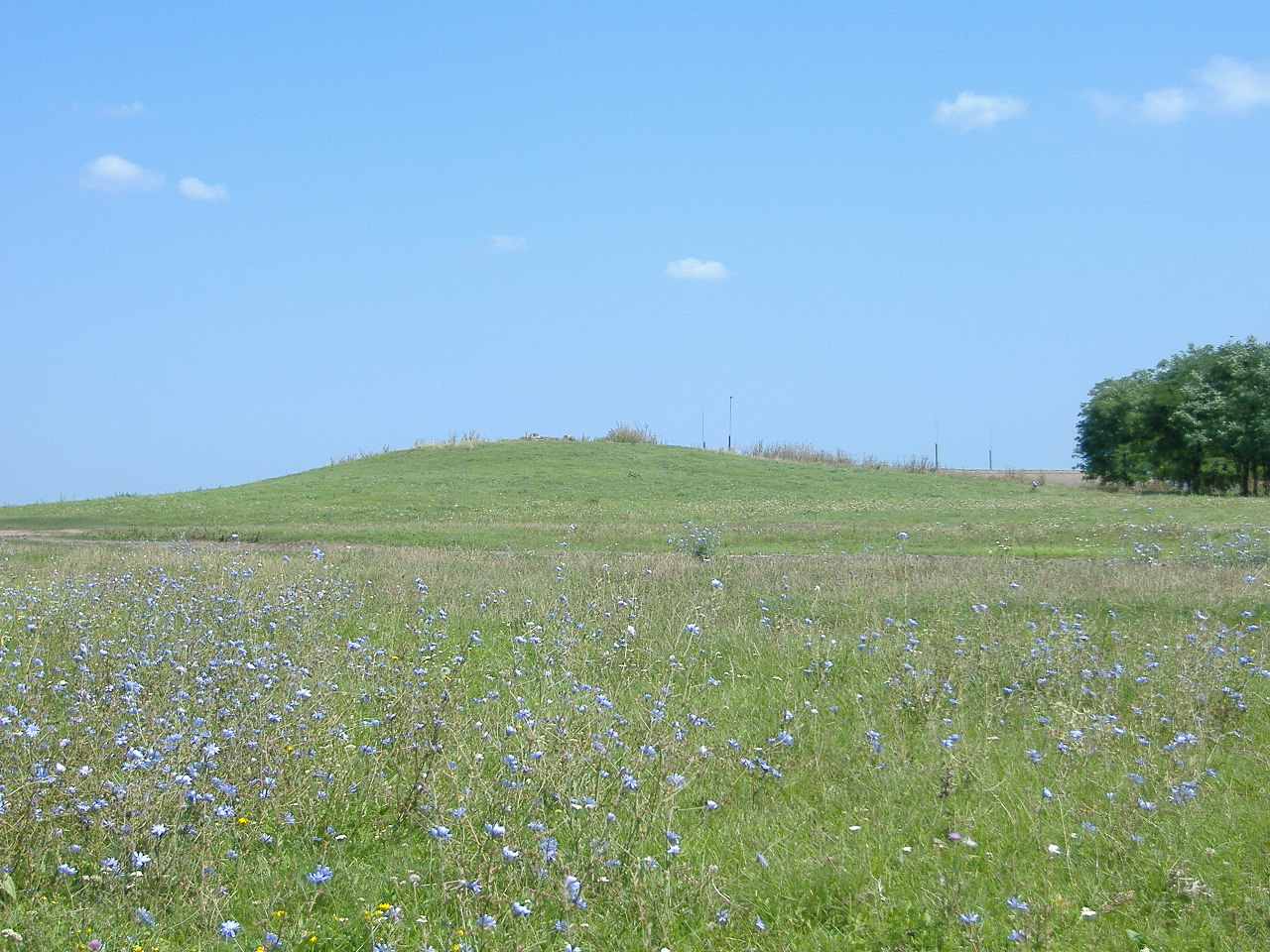
A hortobágyi Szálka-halom. Hasonló sírhalmok ezerszámra találhatók a Tiszántúlon

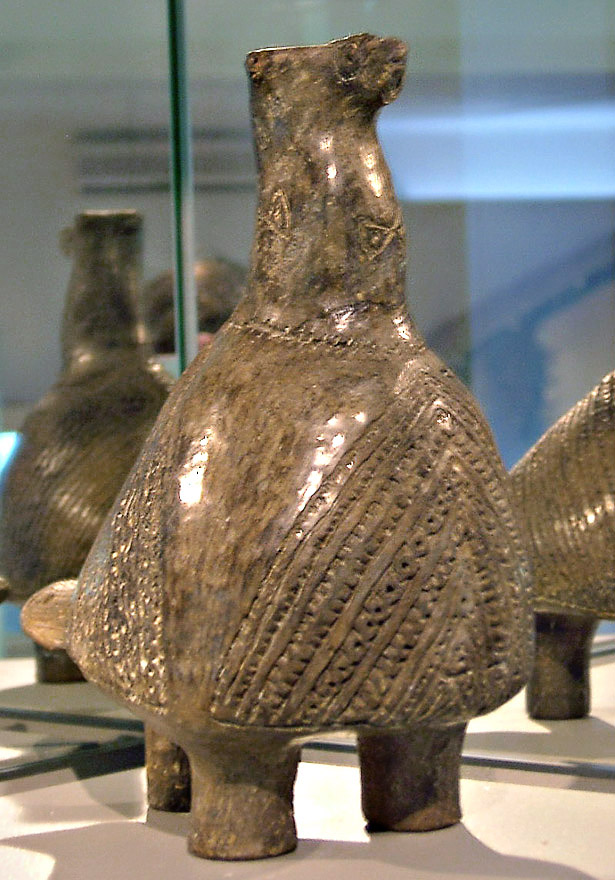
Galambot formázó vučedoli cserépedény

A kárpát-medencei késő kőrézkor időszaka nagyjából egybeesik az Ókori Kelet kultúráinak kezdeteivel. Mezopotámiában és Egyiptomban ez időben városok épülnek, és megszületik az írás.
A tűzdelt barázdás cserépárut készítők és a Lažňany–Hunyadihalom-kultúra – a helyi hagyományok, illetve az új eszközök, eljárások és eszmék – összeötvöződése hozta létre a Kárpát-medence késő kőrézkori egységét, a baden–péceli kultúrát (i. e. kb. 3500–2700). Fejlődésének kezdeti szakasza – mindössze néhány emberöltőnyi idő (i. e. kb. 3500–3400) – a magyarországi kőrézkor meghatározó időszakasza. Az anyagi és szellemi egység leginkább virágzásának korai szakaszában, a Boleráz időszakban (i. e. kb. 3300–3000) jellemző. A baden–péceli kultúra és a korai bronzkor közösségeinek kapcsolatai kevéssé ismertek. A jelek azonban arra mutatnak, hogy ez a kultúra a bronzkorban is tovább élt (pl. a hatvani kultúra az Alföldön).
A baden–péceli kultúra népe kertjeit, szántóit művelte, állatokat tartott. Finoman kidolgozott csont- és kőeszközöket, réz- és aranytárgyakat, cserépedényeket készített. Hitvilágukról bálványaik, temetkezési szokásaik vallanak. Szigorú rend szerint, gazdag melléklettel temették el a halottaikat. Budakalász mellett tárták fel legnagyobb temetőjüket. Az itt talált, agyagból megformált kocsiutánzat Európában az elsők közül való. Az Alföld kelet-európai származású népessége részben korábbi hagyományait követte: főembereinek sírja fölé gyeptéglából halmot épített.
A Lažňany–Hunyadihalom lelőhelyről elnevezett kultúrát kelet- és délkelet-európai bevándorlók hozták létre a késő kőrézkor elején (i. e. 3600–3400). Szállásterületeik nagyjából ugyanazok, mint bodrogkeresztúri elődeiké, ám településeik kevésbé számosak.
A kelet-európai pásztornépek első tömeges – középső kőrézkori – kirajzását hamarosan követte a második, i. e. 3500. körül. Hatása lényegesen nagyobb területekre terjedt ki, mint az elsőé. A kivándorlás előzményeként a Kaukázus északi előterében, a Kubány folyó környékén megszületett a bronzművesség (i. e. kb. 3700–2500). Kialakulását általában idegenek befolyásának tulajdonítják. Többek vélekedése szerint a halomsírok építésének hagyományát Nyugat-Ázsiából (Kelet-Anatóliából és a mezopotámiai Uruk városából) ide vándorolt népesség honosította meg a kelet-európai pusztán. Úgy gondolják, a fejlett fémművességhez és a szkítákra jellemző állatalakos ábrázoláshoz is ők szolgáltattak mintát.
A Fekete-tenger északi partvidékéről kirajzó népesség megszállta a Podóliai-hátság vidékét (i. e. 3500. körül), az Al-Duna síkságát stb. A kelet-európaiak, illetve az általuk mozgásba hozott népesség egy része a Duna mentén vándorolt felfelé, és i. e. 3400–2800. körül elérte a Kárpát-medencét. A költözködés, akárcsak az első alkalommal, elsősorban a Duna-mentén élő csoportokat érintette. Hatása délen az Égei-tenger vidékéig terjedt, és a mediterrán tengerpart kivételével a Nyugati-Balkánon is megmutatkozott. A kelet-európaiak elől menekülők csapatai a Duna felső szakaszát i. e. 2500. körül érték el. A kelet-európaiak által megmozgatott népesség Közép-Európában eléggé nagy területen szóródott szét. Nem csupán a Duna völgyének tágabb környezetében, hanem a Lengyel- és a Germán-alföldön is megjelentek. Hozzájuk kapcsolható pl. az úněticei kultúra (i. e. kb. 2300–1600) megszületése. Ebből fejlődött ki utóbb a halomsíros (i. e. kb. 1600–1200), az urnamezős (i. e. kb. 1300–750), illetve a hallstatti (i. e. kb. 800–500) kultúra.
A kelet-európaiak befolyása kiterjedt a Román-alföldre, a Keleti-Balkán síkságaira és a Kárpát-medence jó részére. Egykori jelenlétüket tanúsítja az Alföldön sorakozó sok ezer sírhalom. Az általuk meghonosított újdonságok (például a bronz eszközök, a négykerekű kocsi, a szövés-fonás) kivételes gyorsasággal terjedtek. A befolyásuk nyomán létrejött baden–péceli kultúra a kőrézkor végéig virágzott.
A kelet-európai pásztorok – ez esetben a gödörsírok építésének hagyományához ragaszkodó közösség (i. e. kb. 3500–2500) – legnagyobb mértékű terjeszkedésére i. e. 3200–2800. között került sor. Nevezettek meghódították a Baltikum területét, a Lengyel- és a Germán-alföld jó részét, valamint a Skandináv-félsziget déli peremét. Nagyjából a kelet- és közép-európai fenyőelegyes erdők területét foglalták el. Kelet- és Közép-Európában befolyásuk nyomán létrejött a zsinórdíszes cserépárut készítők, avagy harci baltások kultúrája (i. e. kb. 2900–2350). Egyes kelet-európai csapatok ugyanekkor dél felé költöztek, és a Kaukázuson túli területekre, Kis-Ázsiába is eljutottak, illetve a Nílus völgyébe (i. e. kb. 2500–2200). Nevezettek a Kárpát-medencében is megjelentek. Szerepük volt az i. e. kb. 3000–2500. között virágzó délkelet-európai (Déli-Bug–Al-Duna vidéke, Keleti-Balkán, Bánság, Erdély) elterjedésű Coţofeni, valamint a dél-alföldi törzsterületű Kostolac- és Vučedoli–Zók-kultúra megszületésében. Előbbi kettő képviselői elsősorban állattartással foglalkoztak. Településeik ennek megfelelően ideiglenes jellegűek voltak. A vučedoli kultúra népessége ellenben letelepedett életmódot folytatott. Elsőrangú cserépedényeket gyártottak. Edényeik egyikén maradt fenn az első európai naptárábrázolás.

## Bronzkor (i. e. 2700/2500–900/800)
Nagyjából 5600–5000 évvel ezelőtt – ezen idő nagyjából az újholocén időszak kezdete, kultúrtörténeti szempontból pedig a kőrézkor vége – a Kárpát-medence éghajlata hűvösebb lett, és a csapadék mennyisége is csökkent valamelyest. A hűvösebb éghajlat azonban kevesebb esőzés mellett is kedvezett a nedves-üde erők elterjedésének. A hegyvidéken a tölgyesek háttérbe szorultak, helyüket keleten gyertyános erdők, másutt bükkösök foglalták el. Középhegységeinkben ez idő tájt még jelen van a jegenyefenyő és a luc, az erdeifenyő szerepe azonban már a Dunántúl nyugati felének erdeiben is alárendelt. A gyertyán és a bükk leereszkedett a síkságra is. Ezen időszak Alföldünkön az erdők, mocsarak, lápok virágkora.
A kor jellemzője a bronzeszközök térhódítása, amelyek lassanként kiszorítják a használatból a rézeszközöket. A bronz, a réz más színesfémekkel létrehozott ötvözete nemcsak könnyebb megmunkálhatósága, hanem keménysége révén is előnyösebb alkalmazást biztosított. A Balkánon és a Közel-Keleten arzéntartalmú rézércből állították elő a bronzot, míg a Kárpát-medencében antimontartalmú rézércet bányásztak, amelyből a jobb minőségű antimonbronzot állították elő és alkalmazták. A vas megjelenése után is, még sokáig versenyképes volt ez a fémötvözet.
Ebben a korban alakul ki egy viszonylagos egyensúly a növénytermesztés és állattenyésztés között. A fő foglalkozás azonban továbbra is az állattartás marad, ahogy azt a nagy számban feltárt csontanyag, valamint állatszobrocskák bizonyítják.
A Kárpát-medence bronzkori népességének zömét déli eredetű, balkáni–anatóliai gazdálkodók képviselték. Mellettük kelet-európai származású (sírhalmokat építő) pásztornépek is jelen voltak, mindenekelőtt az Alföldön, a Köröstől északra. Régészeti hagyatékuk mindazonáltal a Délvidéken is előfordul. Nagyobb részben kelet-európai népesség hozta létre a középső bronzkorban felmorzsolódott hatvani kultúrát. Kelet-Európa uralkodó rétege lehetett a kisapostagi kultúrából kialakult Vatya-kultúra népessége, s talán a gátai és Magyarád-kultúra népessége is.

### Korai bronzkor (i. e. 2700/2500–2000/1900)
A korai bronzkorban jelentős népvándorlás zajlott, sok háborúval. A bronzkor első ismert kárpát-medencei kultúrája az ekkoriban egész Európában megjelenő harangedényes kultúra vándorló népe volt az i. e. 3. évezred második felében. Ezután a mai Magyarország keleti részén, a Körös mellékfolyói mentén mutatkoztak meg a korai bronzkor első jelei, amely a makói kultúra (Makó-Kosihy-Čaka-kultúra) kialakulásához vezetett. Ezt a Kárpát-medence nyugati felében a Somogyvár–Vinkovci-kultúra, az Alföldön pedig az ottományi kultúra és a gyulavarsándi kultúra követte. Erdélyben a Schneckenberg-kultúra terjedt el, amely Havasalföldön is virágzott. Elsődlegesen növénytermesztők voltak, településeiket a dombok legmagasabb, könnyen védhető pontjain alakították ki, és néha meg is erődítették. Halottaikat kőszekrényes sírokba temették. Egyedinek számít a kizárólag a Kovászna megyei Zabolából ismert zabolai kultúra, amely egy ismeretlen nagyállattartó, vándorló népességhez kötik.

### A középső bronzkor hosszú békéje (i. e. 2000/1900–1400/1300)

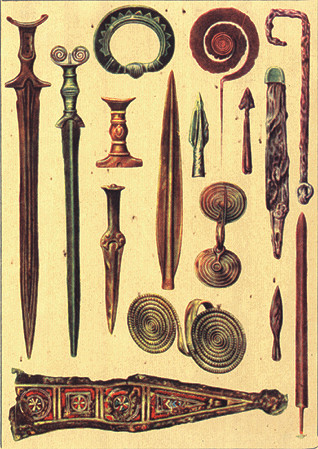
Bronzkori leletek a mai Románia területéről

Az i. e. 2. évezred első fele (középső bronzkor) a bronzkor klasszikus szakaszát képviseli. A korszak jellegzetességének számított a nagyméretű, védőárkokkal és földsáncokkal erődített települések elterjedése. A rézből készített eszközök végleg eltűntek a bronzeszközök javára. A bronzöntés fejlődésével párhuzamosan új típusú ékszerek és fegyverek (fokosok, kardok, tőrök, lándzsahegyek és karvédők) jelentek meg. A kor másik jellegzetessége az arany- és ezüstkincsek mind nagyobb elterjedtsége. A Kárpát-medence népei jelentős kulturális kapcsolatokat tartottak fenn a mükénéi kultúra régióival, mint ahogy azt a jellegzetes mükénéi típusú fegyverek, ékszerek, bronzedények, valamint a kerámia díszítőmotívumai mutatják.
Ekkor is zajlottak ugyan kisebb háborúk, de alapjában békésebb korszak következett, így hosszabb egy helyben lakásra tudtak az itt élők berendezkedni. Ezt a telepásatásokon felszínre került többrétegű falvak, az úgynevezett tellek (a korábbi kultúrák romjainak egymás fölé rétegződésével keletkező dombok) bizonyítják. Az egymásra rétegződött falvak házaiban többször megújított és újratapasztott agyagpadlókat tártak fel. A településeket földsáncok, árkok vették körül, védve az itt lakókat. Az ásatásokon háziasított állatok (szarvasmarha, sertés, juh, kecske, ló, kutya) csontjai mellett vadászott állatok (szarvas, őstulok) maradványai is előkerültek.
A tell-településeken hosszú évszázadokon át minden törés nélkül folytatódott az élet. A nagy sírszámú temetőkben nem ritka, hogy több száz, sőt néha több mint 1000 sír is előkerül (például Budatétény). Mind a településtörténeti adatok (hosszú idejű egy helyben élésre utaló tell települések), mind a nagy sírszámú temetők arra utalnak, hogy a korszakban igen jelentős demográfiai robbanás zajlott le: a népesség száma a korábbiakhoz képest megsokszorozódott.
A középső bronzkor legfontosabb kárpát-medencei kultúrái: a Dunántúlon a zóki kultúra és az úgynevezett mészbetétes díszű edények kultúrája, az Alföldön a nagyrévi kultúra, hatvani kultúra, perjámosi kultúra, vatyai kultúra és a különlegesen szép edényeiről ismert szeremlei kultúra, valamint az erdélyi csomortáni kultúra és Wietenberg-kultúra.
A csíkcsomortáni erődített bronzkori település után elnevezett csomortáni kultúra hatására alakult ki a középső bronzkor jellegzetes erdélyi kultúrája, a Wietenberg-kultúra, amelynek népessége sűrűn lakta az egész Erdélyi-medencét, anélkül hogy túllépte volna annak határait. Településeik megtalálhatóak a folyók teraszain, a hegyvidéken, barlangokban egyaránt. Halottaikat elhamvasztották, és a hamvakat fedeles urnákban helyezték a földbe. Harcias népesség voltak, hagyatékukban gyakran fordulnak elő csatabárdok, mükénéi típusú kardok, valamint bronzból készített spirális karvédők.
A kárpát-medencei középső bronzkor végét (i. e. 15–14. század) koszideri periódusnak is nevezik Dunaújváros Koszider telepi lelőhelye után, ahol az úgynevezett koszideri kincseket találták.

### A késő bronzkori népvándorlások nyomai (i. e. 1400/1300–900/800)
Az i. e. 2. évezred második felét állandó népmozgások, valamint az ezzel együtt járó etnikai-kulturális változások jellemzik. A Kárpát-medence területén keveredtek az úgynevezett Kárpát-Dnyeperi kultúrkörbe tartozó és a közép-európai jellegű kultúrák. A kutatók úgy tartják, hogy a korszak helyi népességeit trákok, illírek, valamint egyes iráni eredetű népcsoportok képviselik. Az i. e. 14. században a Kárpát-medence nagy részét a halomsíros kultúra Európa keletebbi, északabbi és nyugatabbi területeiről is ismert harcias, lótartó törzsei foglalták el. Ez a kultúra a nevét jellegzetes temetkezési módjáról kapta: halottaik sírja fölé kőből, földből halmot emeltek. Ettől az időszaktól kezdve a Kárpát-medence nagyobb részének története elszakadt a Balkántól, és kulturális fejlődése Közép-Európához kapcsolódott. A halomsíros kultúrát a vele lényegében rokon urnamezős kultúra követte (i. e. 12–9. század). Jellemző volt rájuk az égetéses rítus szerinti urnába temetkezés.
Ebben az időben érte el a bronzipar fejlődésének csúcspontját az egész Kárpát-medencében. A jobb és a nagyobb mennyiségben készülő mezőgazdasági bronzeszközök, a sokféle változatban készülő sarlók és balták intenzívebb földművelést tettek lehetővé. A virágzó bronzkereskedelem és a nagyarányú mezőgazdasági termelés lehetővé tette a vagyoni felhalmozást, erőteljesebbé vált a nemzetségi társadalom bomlása. A törzsek vezetői, a katonai réteg és az iparosok (elsősorban a bronzművesek) kiemelkedése és a falusi lakosságtól való elkülönülése egyre hangsúlyosabb lett. A vezető katonai réteg és a gazdagságot biztosító bronzművesek hatalmas földvárak sáncai mögött laktak. A földvárakon belül gyakran egy külön földsánccal védett magaslat, fellegvár volt. A földvárakat az egyszerű földművesek vízmenti domboldalakra települt falvai vették körül.
Csak Erdély tért el a Kárpát-medence többi részétől, mivel ez a terület az al-dunai és balkáni kultúrákkal szerves egységben fejlődött. A Noua-kultúra Brassó hasonló nevű negyedéről kapta a nevét, ahonnan először kerültek felszínre hagyatékai. A Noua-kultúra legnagyobb kiterjedése idején elfoglalta egész Erdélyt, Moldvát és Havasalföldet. Szarvasmarha-tenyésztő népesség volt, akiknek életében a mezőgazdaság alárendelt szerepet töltött be. Tárgyi emlékeik, kő- és bronzedényeik gazdagabbak mint más egykorú kultúrák hagyatéka.

## Vaskor (i. e. 900/800–1)
Az időszámításunk előtti a második évezred vége felé (1200–800) a Kárpát-medence éghajlata az alacsonyabb területeken kissé szárazabb lett. A bükk visszahúzódott az Alföldről, a jegenyefenyő és a luc eltűnt középhegységeinkből. A hosszú évezredeken át uralkodó erdeifenyő már csak a Nyugat-Dunántúl, a Bakonyalja és a Kisalföld legsoványabb talajainak lombelegyes erdeiben maradhatott fenn. Középhegységi bükköseink nagy részét ekkor a maihoz hasonló gyertyános és tölgyes erdők váltották fel. Erdélyben 700–1000 méter között a tölgyes, gyertyános, illetve részben a lucos erdők helyét is bükkösök foglalták el. Az Alföld természetes növényzetének és állatvilágának pusztulása e kortól kezdve – a népesség gyarapodása, a növénytermesztés és az állattartás kiterjedése nyomán – felgyorsult. A löszpuszták eredeti élővilága már csak nehezen megközelíthető, gazdasági szempontból értéktelen helyeken maradhatott fenn. A homoki erdők irtása ellenben kedvezett a homokpuszták térfoglalásának. A nagy mocsár- és lápvidékeket fokozatosan kiszárították, ami a korábban csak foltokban mutatkozó szikesek kiterjedését eredményezte. Domb- és hegyvidékeink természetes növényzete és állatvilága kisebb mértékben változott, az utóbbi néhány száz évben azonban hegyes-dombos vidékeink élővilága is jelentősen átalakult.
A kárpát-medencei vaskor az i. e. 8. század második felében kezdődik, a legkorábbi vastárgyak azonban már a késő bronzkorban (i. e. 9. század) megjelentek. (A hettiták i. e. kb. 1200 óta ismerték a vasfeldolgozást.) A vaskor közeledtével nem csak az ékszerek, de a fegyverleletek száma is megnő. Ekkoriban már élénk cserekereskedelem folyt és megjelent a pénzhasználat is, amit görög és makedón mintára vert pénzérmék és egy Szalacskán előkerült kelta pénzverő műhely maradványai is bizonyítanak.

### Hallstatti kultúra
A kárpát-medencei bronzkort a vaskori hallstatti kultúra követte (i. e. 8-5. század).
A hallstatti kultúra elnevezést általában a vaskor korai szakaszára alkalmazzák. Nevét a felső-ausztriai Hallstatt helységről nyerte, ahol a 19. században az első nagy kiterjedésű temetőjét tártak fel. A hallstatti kultúrára nagy anyagi és szellemi gazdagság jellemző, és ezt az anyagi és szellemi áldást görögül maqariosnak nevezzük. Erre utalnak a nagyméretű földvárak, a kiterjedt települések, néha több tucat kilogrammot is meghaladó, elrejtett, úgynevezett raktárleletek, kincsleletek, valamint a gazdag melléklettel ellátott sírok. A vaseszközök már a periódus korai szakaszában megjelentek, de még csak alárendelt szerepet töltöttek be a bronzból készültek mellett. Általános elterjedésükre csak a hallstatti kultúra korszakának végén került sor. Az erdélyi Rétyen feltárt olvasztókemence és kovácsműhely a Kárpát-medence területéről ismert legkorábbi vasfeldolgozó központok közé tartozik. A hallstatti kultúra korszakának végén igen fontossá vált a görög kultúra hatása.

### A terület első ismert népei
A Kárpát-medence első név szerint ismert népcsoportjai az illír törzsek közé tartozó pannonok és azalok, valamint a kelta szkordiszkuszok, tauriszkuszok (noriák), boiok, eraviszkuszok, ózok, gotinok és anartok voltak. A pannonok és a szkordiszkuszok a mai Észak-Horvátország és Vajdaság területén, az azalok, boiok és eraviszkuszok a Dunántúlon, a tauriszkuszok a mai Burgenland vidékén, az ózok, kotinuszok és anartok pedig a mai Szlovákia területén és az Északi-középhegységben éltek. A kelták már nem csak elszórt falvakban laktak, hanem kisebb városokat is alapítottak, melyek lakossága részben a római hódítás után is megmaradt, a kelta eredetű helynevekkel együtt.
Az i. e. 1. évezred során Délkelet-Európa és a Kárpát-medence erdős pusztáinak területére keleti népek költöztek. A korai szkítáknak (helytelenül kimmereknek) is nevezett agathürszök, később a vélhetően iráni származású szigünnák. Előbbiek az Erdélyi-medencében és a Tiszántúlon honos trákok urai lettek.
A római korban a nevezett keleti népeket a szkíták szövetségéhez, s azon belül az alánok kötelékéhez tartozó (helytelenül szarmata névvel is illetett) jazigok és roxolánok követték. Ezek magukkal sodorták a kelet-európai pusztáról a királyi szkíták maradékait is.
Az Erdélyi-medencében tanyázó trák–szkíták (dakoi) rokona volt a Román-alföldön honos getai, valamint a Dnyeper, a Prut és a Szeret vidékén élő tyregetai nevezetű, ugyancsak trák–szkíta népesség. Utóbb ezeket Byrebistas, a dákok fejedelme egyesítette, uralma alá hajtva az Alföldön és a Kisalföldön megtelepedett kelta törzseket is.

### Szkíták

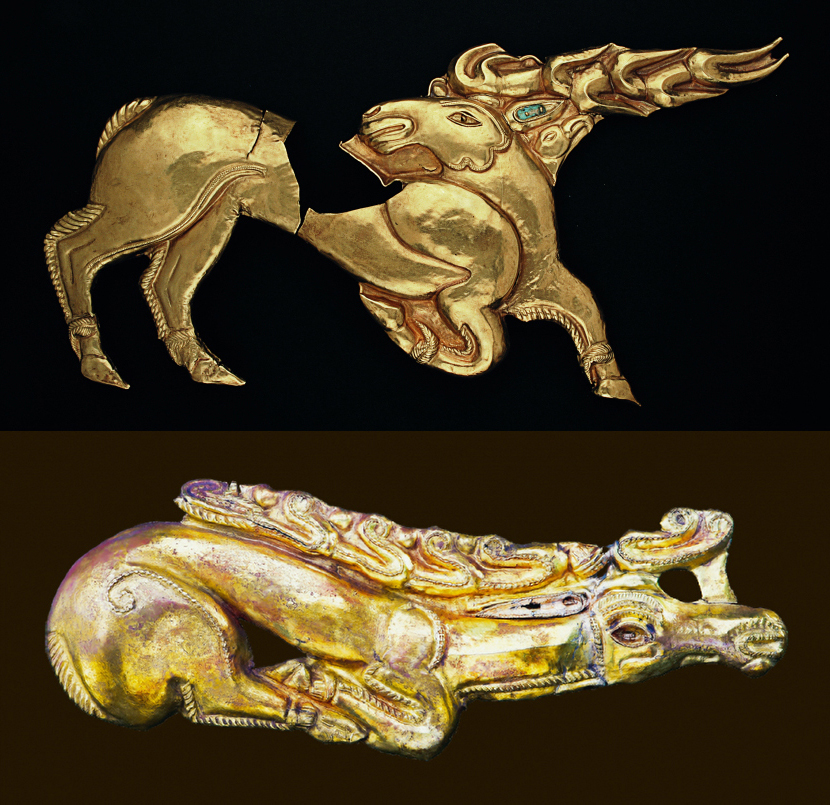
Szkíta aranyszarvas pajzsdíszek a Kárpát-medencéből, vaskor Kr.e. 6. század: Fent a zöldhalompusztai aranyszarvas, 37 cm hosszú, mely így az eddig ismert legnagyobb szkíta aranyszarvas. Lent a tapiószentmártoni aranyszarvas.

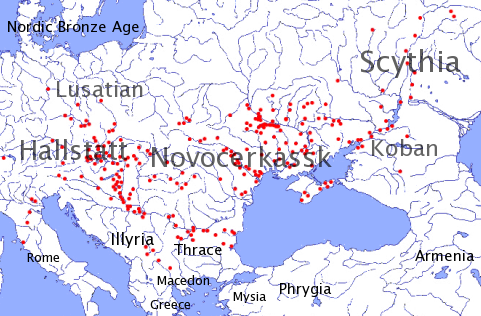
Az európai szkíta népek elterjedése a vaskor kezdetén. Közép- és Délnyugat-Európában a kalandozó szkíták hagytak nyomokat

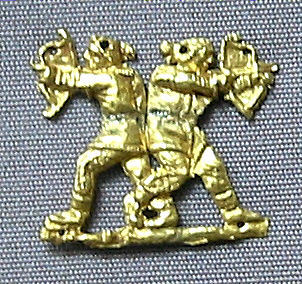
Szkíta íjászok, i. e. 4. század

A királyi szkíták az i. e. 8. században hagyták el ősi szállásterületeiket – eredetileg a Don és az Urál folyó közötti pusztát birtokolták –, s a Kaukázus északi előterébe, valamint a kelet-európai puszta nyugati felére költöztek, kiszorítván onnan a korainak nevezett szkítákat. Ezek, mint korábban említettük, a Dnyeper, a Prut és a Szeret vidékén, a Román-alföldön, valamint a Kárpát-medencében ütöttek tanyát. Jelenlétüket Erdélyben, az Alföldön és a Kisalföld északi tartományában számos temetkezési hely bizonyítja. Az ő régészeti hagyatékukhoz tartoznak a csombordi szkíta sírok, a zöldhalompusztai és tápiószentmártoni aranyszarvas stb. Jelenlétük a Kárpát-medence helyneveiben is nyomokat hagyott.
Úgy tartják, a királyi szkíták egyes csoportjai a Kárpát-medencében is megjelentek, ám népességcserének nincsen bizonyítéka, csupán a helyben lakók tárgyi műveltsége, szokásai változtak meg az i. e. 7. század közepe táján.
Hérodotosz és Apollóniosz Rhodiosz egy szigünnai nevű népet is említ a Román-alföldről. Hérodotosz szerint madai (méd) származásúnak mondták magukat, s birtokaik határa nyugaton megközelítette az enetoi nemzet földjét (a mai Veneto tartományt). A nevezett iráni néptöredék tehát Alföldünkön is jelen lehetett. Később valószínűleg szétszóródtak vagy elvándoroltak, mert Sztrabón már nem tud róluk. Pontosabban a Kaukázus vidékéről említi őket.
Az i. e. 5. század végén a Kárpát-medencében megjelentek a Duna mentén nyugat felé vándorló kelták. Az i. e. 4. században uralmuk alá hajtották az Alföldön és az Erdélyi-medencében lakó népeket, az i. e. 150. év táján azonban az erdélyi medencében újra a dákok kerültek hatalomra. Alföldünk szkíta lakosai – régészeti leletek tanúsága szerint – a kelták uralma idején is jószerével zavartalanul éltek, gyakorolták szokásaikat stb.

### Kelták

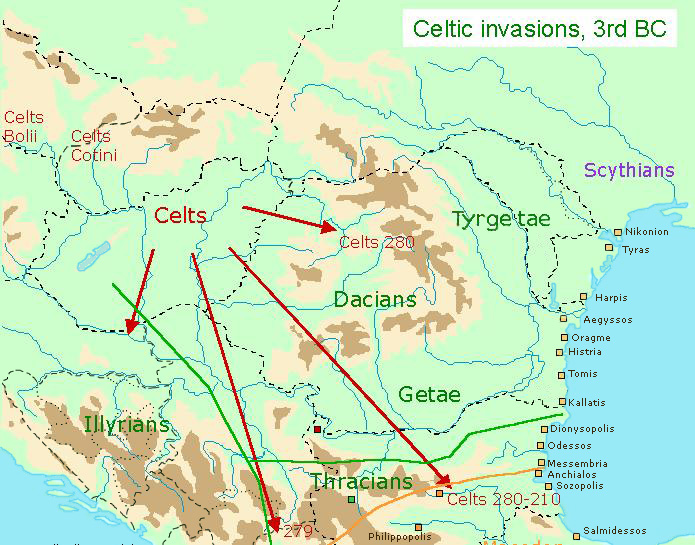
Kelta terjeszkedés a Kárpát-medencében és a Balkánon az i. e. 3. században

A kelta korszakot a régészek La Tène-kultúrának is nevezik. A svájci Neuchâteli-tó partján levő La Tène településről nevezték el, ahol a 19. században egy különös, tóra épült települést tártak fel. A La Tène-kultúra kifejezést a keltákon kívül mindazon népekre is használják, akik a kelta kultúra befolyása alatt álltak, vagy hozzájuk hasonló fejlődésen mentek át, például a trákok. A kelták őshazáját a mai Franciaország területére helyezik, innen vándoroltak az i. e. 5. századtól Közép-Európa és Itália területére. Itáliában hamarosan összeütközésbe kerültek a felemelkedő római állammal. A rómaiak a kelta törzseket galloknak, Észak-Itáliát és a mai Franciaország területét pedig róluk Galliának nevezték.
Az i. e. 3. századra a Kárpát-medence egész területe a bevándorló kelta törzsek uralma alá került, a Dunántúlt, az Alföldet, a mai Szlovákia területét és Erdélyt is beleértve. Az első ismert kárpát-medencei hatalmi központot a szkordiszkuszok hozták létre a medence déli részén, a mai Vajdaság és Északkelet-Horvátország területén. Nyugaton, a Keleti-Alpok (a mai Ausztria) térségében ugyanakkor a tauriszkuszok alapítottak egységes királyságot, amely a mai Burgenland vidékét és a Dunántúl nyugati részét is magában foglalhatta. A Kárpát-medence belső területein az első egységbe tömörült szövetség a boiok irányítása alatt jött létre az i. e. 2. században. A boiok eredetileg Észak-Itáliában éltek, de a rómaiaktól i. e. 191-ben elszenvedett pusztító vereségük után nagy részük a Kárpát-medence területére vándorolt. Elsősorban a Pelso tó (vagyis a mai Balaton) mellett és a Kisalföldön telepedtek le. Itt lassanként ismét erős néppé váltak, és az észak-dunántúli, valamint a mai nyugat-szlovákiai terület törzseit (azalok, eraviszkuszok, ózok, gotinok, anartok) egységes uralom alatti szövetségbe szervezték.
A boi fémművesség termékei messzire eljutottak a térségben. A boiok központja az i. e. 1. században a mai Pozsony és Dévény volt. Valószínűleg Közép-Európa más területeire is kiterjesztették hatalmukat, mivel egyes ókori források a mai Csehország és Dél-Németország területén is említik a boiok jelenlétét. Feltehetően az ő nevükből származik Csehország latin neve, a Bohemia (germán Bojhaemi). Egyes elméletek a bajorok (latin baioarii) és Bajorország nevét is a boi népnévből eredeztetik.
I. e. 60 körül a boi királyság háborúba keveredett keleti szomszédjával, a dákokkal. A dák–géta szövetséggel szemben a boiokat a háborúban nyugati szomszédaik, a tauriszkuszok segítették, Kritasiros királyuk vezetése alatt. A Patissos (Tisza) mellett folyt le a véres ütközet, és noha a boiok elszántan küzdöttek, Byrebistas hadai győztek. A boiok kárpát-medencei hatalma ezzel  megtört. Sztrabón, görög történetíró szerint országukat a Balaton vidékén a dákok oly mértékben elpusztították, hogy száz esztendeig az Enns és a Rába közötti területet csak úgy emlegették, mint a „boiok pusztaságát” (desertum Boiorum).

### Dákok

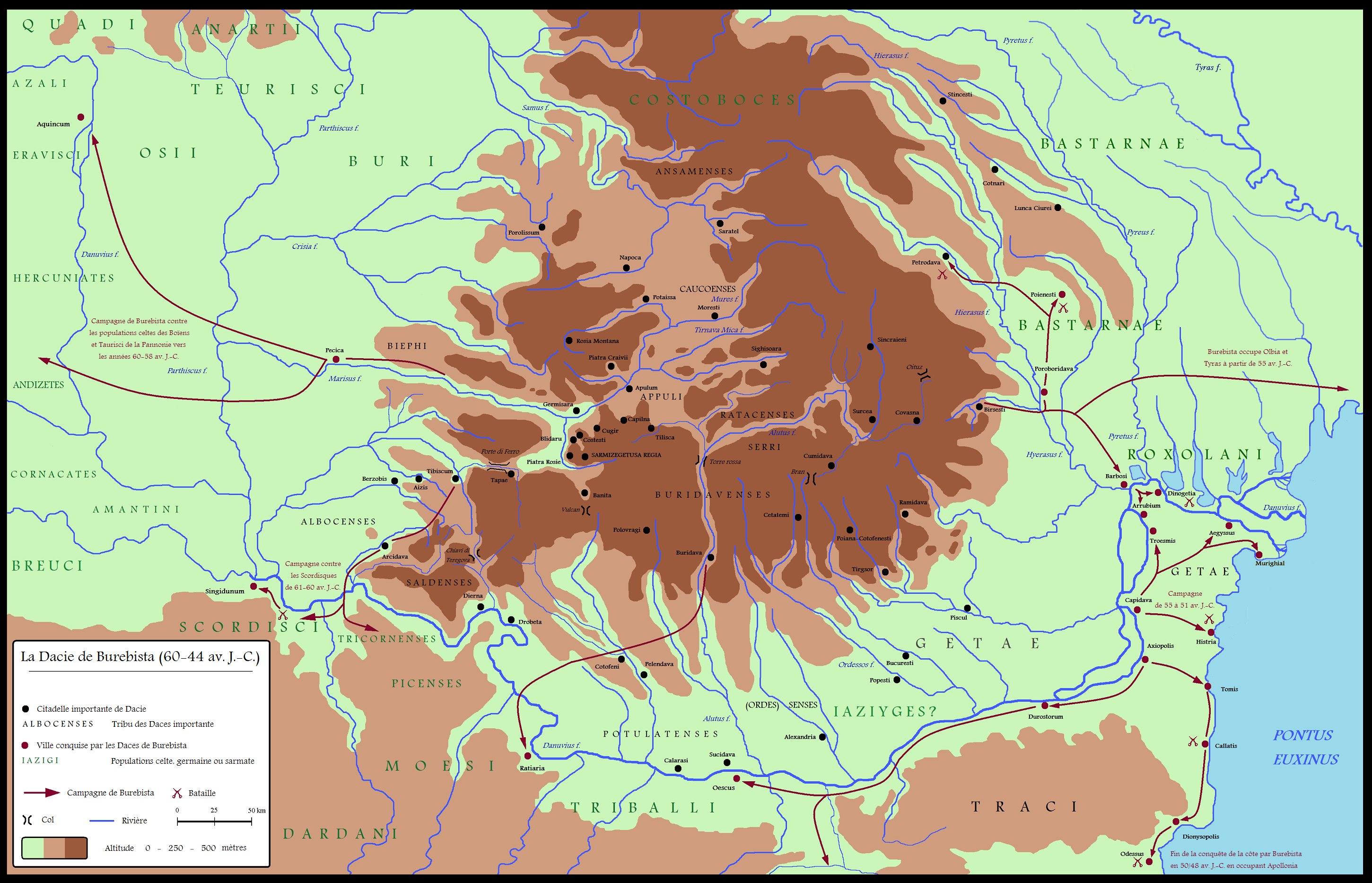
Dacia Byrebistas hadjáratainak idejében, időszámításunk előtt 60–44. között

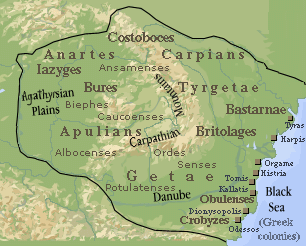
A dák–géta birodalom kiterjedése Byrebistas királysága idején (i. e. 82)

Az i. e. 8–5. században a Kárpát-medence keleti részét – az Erdélyi-medencét, az Alföld nagyobb részét és a Kisalföld északi felét – a korai szkítának címzett agathürszök uralták. Nevezettek a vasművesség meghonosításával, újfajta eszközeikkel (pl. harci felszerelés, lószerszám) új korszakot teremtettek a Kárpát-medencében.
Az i. e. 5. század végén kelta csoportok vándoroltak kelet felé a Duna mentén, és elérték a Kisalföld vidékét. Az i. e. 4. században megszállták az Alföldet, majd az i. e. 3. században a Kárpát-medence egész területét birtokba vették. Az Alföld szkíta lakossága hosszú ideig többé-kevésbé zavartalanul élt, gyakorolta szokásait stb. a kelta uralom idején is, és alighanem megőrizte nyelvét is. Szkítáink valószínűleg a kelták hadjárataiban is részt vettek, Nyugat-, Dél- és Délkelet-Európában is hadakoztak.
A kelták az i. e. 4. században (kb. 340–330) a Szamos és a Maros mentén törtek előre, és a század vége felé jelentős számban telepedtek meg az Erdélyi-medencében. Együtt éltek a szkítákkal, illetve a többséget képviselő trákokkal. Az i. e. 2–1. században újabb hódító, a kelta–germán basztarnák népe jelent meg a Kárpátok vidékén, és a Podóliai-hátság területén telepedett le.
Az i. e. 150. év táján az Erdélyi-medencében újra a dákok, azaz a trák–szkíták kerültek uralomra. A dákok és a kelták birtokait elválasztó határ az i. e. 2. században a Tisza vidékén húzódott. Időszámításunk előtt 61–48. körül a dákok ura, Byrebistas hadjáratokba kezdett. Elfoglalta a kelták alföldi birtokait, megtámadta a basztarna népet, a görög városokat a Fekete-tenger nyugati partjainál, fennhatóságát kiterjesztette az Al-Duna síkságára, rajtaütvén a római birtokokon is. Úgy tűnik, megkísérelte visszaszerezni és egyesíteni mindazon tartományokat, melyeket egykor az agathürszök birtokoltak.
Byrebistas az i. e. 48. évben, a római polgárháború idején, Cnaeus Pompeius Magnus oldalára állt a Caius Iulius Caesar elleni csatározásokban. A vetélkedésből utóbbi került ki győztesen, és valószínűleg leszámolásra készült a dákok ellen, ám orvul megölték, mielőtt tervét megvalósíthatta volna. Ugyanazon évben Byrebistas szintén összeesküvés áldozata lett. Halálát követően a dákok hatalma megtört, birodalmuk előbb négy, azután öt részre esett szét. Augustus császár elűzte őket a Keleti-Balkánról. A dákok mindezek ellenére továbbra is beavatkoztak Róma ügyeibe, a rómaiak pedig rendszeresen indítottak büntető hadjáratokat ellenük. Később, Tiberius és Caligula idejében, évi járadékot kaptak béke fejében.
Időszámításunk kezdete előtt, a 16. évben, a rómaiak által szarmatának nevezett alánok (elsőként az ászik törzse) átlépték a Római Birodalom határát. Az ászik a Duna mentén vándoroltak felfelé, és az 1. század második évtizedében elérték az Alföldet. Birtokaik az Olt folyótól a Bánságon keresztül nagyjából a Borsodi-Mezőségig terjedtek. A 2. században, amikor a dákok uralmának vége szakadt, a Tiszántúlon is megtelepedtek. Későbben követték őket a roxolánok is. Ők az 1. században még Kelet-Európában, az Al-Duna vidékén éltek, és a római–dák háborúk idején a dákokat támogatták.
Traianus idejében a rómaiak utat építettek a Duna mentén, hidat Drobeta (Szörényvár) mellett, és megtámadták a dákokat. A 102. évben Dekebalos, a dákok királya békekötésre kényszerült. Rövid idő múltán azonban a dákok rendezték soraikat, csapást mértek a Rómát támogató törzsekre, sőt az ásziktól is elvettek területeket, a Bánság keleti felét. A 105. esztendőben már Róma birtokait zaklatták. Válaszul Traianus Sarmizegetusa ellen intézett támadást. A harcokban ászi segédcsapatok is részt vettek. Hosszú ostrom után a főváros elesett. Dekebalos és követői elmenekültek, a római lovasság azonban üldözte, és elfogta őket. Az utolsó dák király megölte magát, mielőtt a katonák kezére került volna. Róma a dákok fölötti győzelem okán oszlopot emelt, melynek domborművei Traianus diadalának jeleneteit ábrázolják.
A vasművesség és a vasból készült szerszámok, fegyverek általános elterjedése, valamint az erőteljes társadalmi fejlődés, illetve a görögökkel és a keltákkal korán kialakított kapcsolatok révén a dákok az i. e. 1. század táján elérték műveltségük legmagasabb fokát. A Byrebistas uralma alatt egyesített törzsek erős államot hoztak létre, amely másfél évszázadon keresztül a térség meghatározó erejét képezte. Az utolsó dák király, Dekebalos korában a dákokat a rómaiak csak két véres hadjáratban tudták megadásra bírni, s birodalmukat bekebelezni.
A dákok települései sűrűn sorakoztak egymás mellett az Erdélyi-medencében. Léteztek több hektáros területeket magukba foglaló, árkokkal és sáncokkal erősített településeik is, amelyek törzsi központok lehettek. Az ókori források megemlékeznek hitéletükről, többek között istenített vallási vezetőjükről (Szamolxisz), valamint Gebeleizisz nevű istenségükről is. A vallási szertartások céljait nagy méretű kör- vagy téglalap alakú, kőből vagy fából épített szentélyek szolgálták.
Hérodotosz, illetve Sztrabón szerint Szamolxisz egy ideig Számosz szigetén élt, Püthagorasz rabszolgájaként tanult egyet s mást az égitestekről, majd felszabadult, és nagy vagyont szerzett. Vándorútjai során többek között Egyiptomba is eljutott. Hazájába visszatérve a nép és a főemberek körüludvarolták, mivel képes volt égi jelekből olvasni. Egy alkalommal lakomát adott a főembereknek, és kijelentette: sem ő, sem a vendégek, sem azok ivadékai nem halnak meg, hanem öröklétre, Gebeleizis istenség színe elé jutnak. Végül az uralkodó maga mellé emelte a kormányzásba mint illetékest az istenek akaratának tolmácsolásában. Kezdetben csak a hazájában leginkább tisztelt istenség papja volt, utóbb azonban személyét is istenségként tisztelték. Barlangban lakott, és csak ritkán érintkezett a külvilággal, kivéve az uralkodót és saját kíséretét. A nép pedig szentnek tekintette és nevezte a hegyet (Szamolxisz lakhelyét), melynek neve Kogaionosz, hasonlóképpen a folyóé, amely ott kanyarog.
A dákok erősített királyi székhelye Sarmizegetusa, Zarmizegethousa (ma Várhely) volt. A szkíta népesség az Erdélyi-medencében telepedett le. A Dakoi névvel illetett vezértörzs és a Kaukoensze, Kaukoénszioi nevezetű a Maros, illetve a Küküllő (Kökényes) vidékén lakott, a Napai, Napitai, Napouka nevű a mai Kolozsvár környékén. A szkíta neveket fenntartotta a dák nép megszólítása, a Görgényi-hegység és a Küküllő (a dákok idejében mindkettő Kogaionosz), valamint a mai Cluj-Napoca (Kolozsvár). A nép, a dák királyi székhely, a Körös folyó (Gresia, Grisia, Krisos) neve, valamint Szamolxisz és Gebeleizisz megszólítása is alighanem szkíta eredetű. (A görögök, illetve rómaiak hallása szerint rögzített, a görög és latin névszókhoz hasonlóan toldalékolt szavak természetesen nem adják vissza a felsorolt nevek eredeti alakját.)
Byrebistas és Dekebalos nevét Gheyn és Tomaschek, illetve Russu indoeurópai nyelvekből vezeti le. Előbbi megszólítása alighanem kapcsolatban van a trákok Buredeense és Buri törzsének, valamint Buridava településének nevével. Byrebistas megszólításának kikövetkeztetett értelme (Gheyn, Tomaschek) „sokat birtokló” (szanszkrit bhuri: sok és óiráni victa: birtokos). Dekebalos nevének magyarázata Russu szerint „hatalmas méltóság” (elő-indoeurópai *bel, illetve szanszkrit bala: erő, hatalom és elő-indoeurópai *dek: becsület, méltóság). Gheyn szerint „dákok ereje”. (Lásd még a dák szavak kifejtését az angol Wikipédiában.)

## Római kor

### Pannonia és Dacia

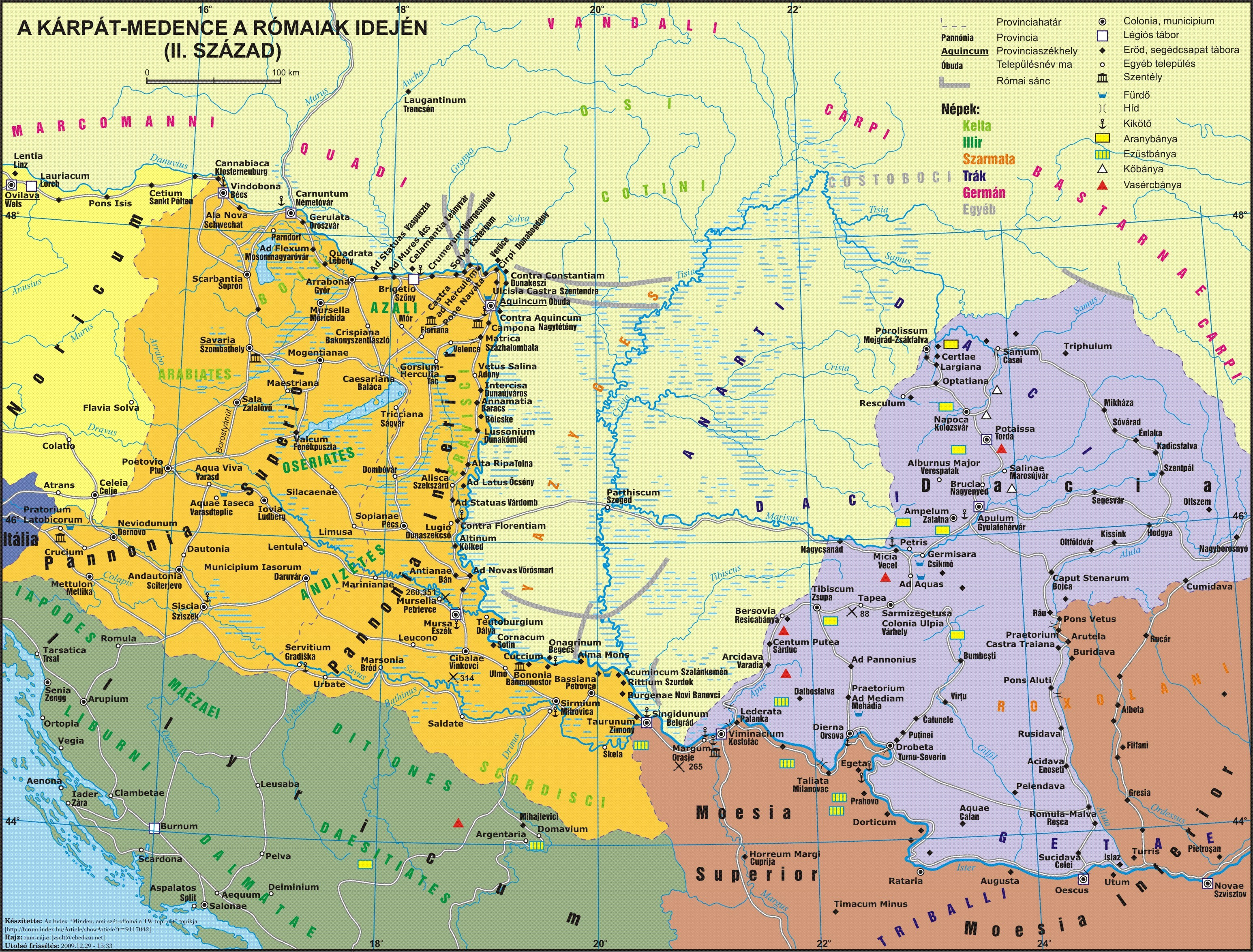
A Kárpát-medence valamint Pannonia és Dácia római provincia a 2. században

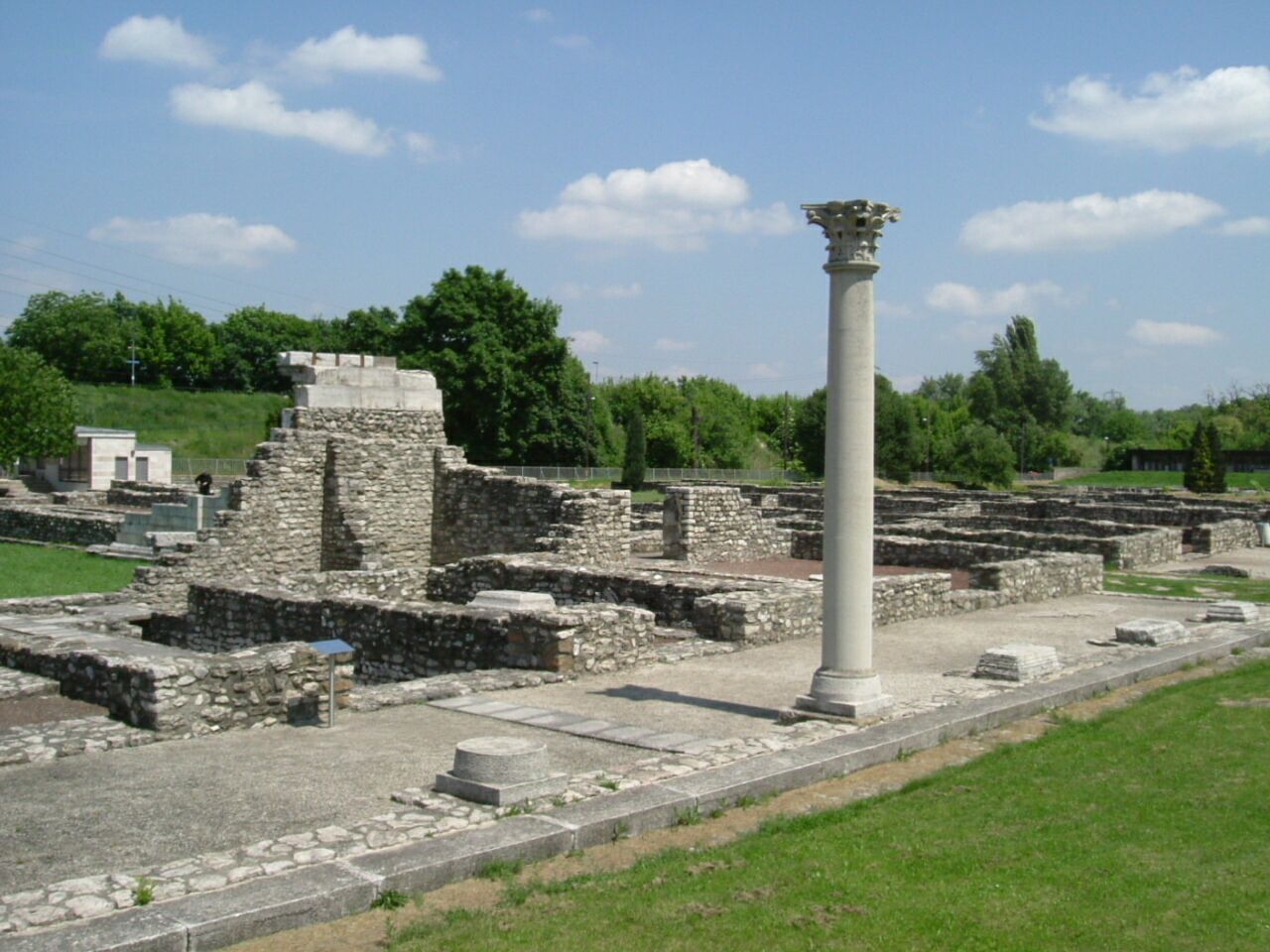
Aquincum 12 000 lakosával az ókori Közép-Európa legnagyobb városa volt.

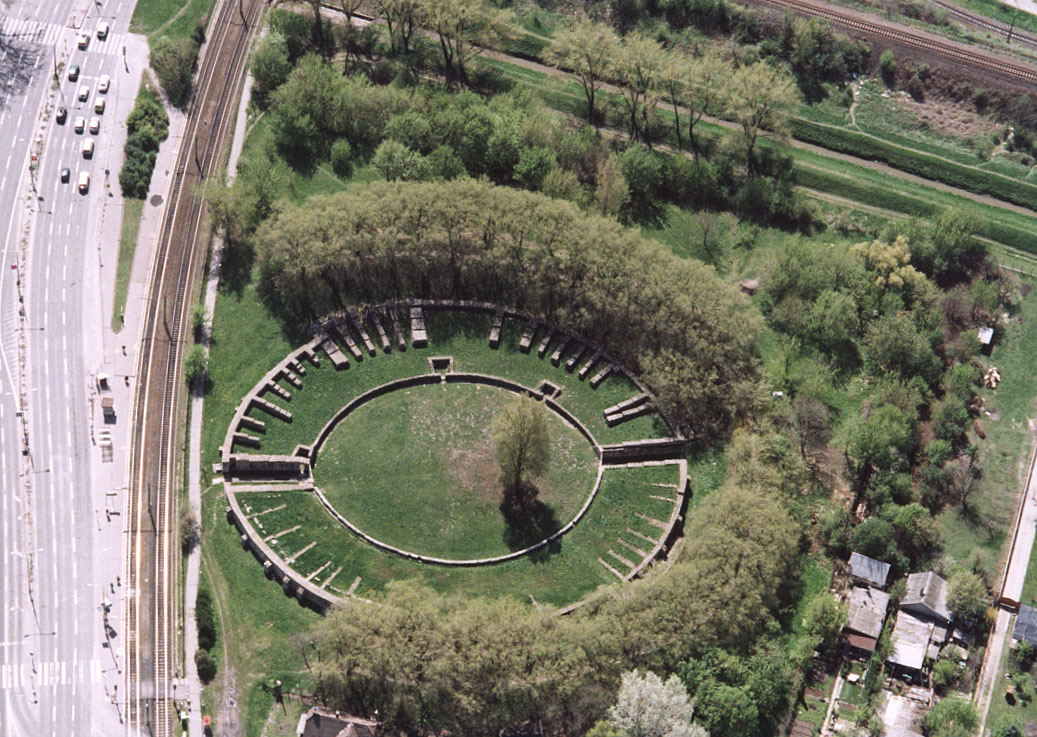
Az aquincumi polgárvárosi amfiteátrum légifelvételről

Az i. e. 1. század során a Római Birodalom, amely addig csupán kereskedelmi kapcsolatban állt a Kárpát-medence népeivel, kiterjesztette a terület egy részére az uralmát. Augustus császár a hároméves pannoniai háború eredményeként i. e. 9-ben elfoglalta a Dráva-Száva-közét és a Keleti-Alpokat (a mai Ausztria), Claudius császár pedig i. sz. 46–50 között a római uralmat észak és kelet felé a Duna vonaláig terjesztette ki (római limes). A meghódított Kárpát-medencei területek a mai Észak-Szlovénia, Észak-Horvátország és Vajdaság mellett ekkorra tehát már a teljes Dunántúlt is magukba foglalták. Augustus a meghódított kárpát-medencei területeket Illyricum tartomány részévé tette (Illyricum Inferius). Claudius viszont Pannonia néven új tartományt hozott létre a térségben, amely a meghódított Kárpát-medencei területeken kívül a mai Kelet-Ausztriára és Szlovénia területének nagy részére is kiterjedt.
Az újonnan elfoglalt illír-kelta lakosú területen számos virágzó római település jött létre. Az 1. század közepére Carnuntumban (Németóvár) és Aquincumban (Óbuda) már állandó katonai tábor épült. Az új tartomány fővárosa Carnuntum lett, Aquincum azonban még jelentősebb volt, és az 1. század végére 12 000 lakosú várossá fejlődött.
A Pannoniában élő népek kultúrája keveredett a rómaival, és fokozatosan romanizálódtak. A korábban itt élő népek mellett az 1. században nyugat felől újabb kelta csoportok vándoroltak be. A római történetírók feljegyzéseiből a következő törzsek nevét ismerjük: Amantini, Andizetes, Arviates, Azali, Belgites, Boii, Breuci, Catari, Colapiani, Colaetiani, Cornacates, Cytni, Eravisci, Hercuniates, Iasii, Latobici, Osi, Oteriates, Scordisci, Varciani, Volcae.
Traianus császár 103-ban szétválasztotta egymástól a tartomány keleti és nyugati felét. Az előbbiből Pannonia Inferior (Alsó-Pannonia) tartományt hozta létre Aquincum fővárossal, az utóbbit pedig Pannonia Superior-nak (Felső-Pannonia) nevezte el, ennek továbbra is Carnuntum maradt a székhelye.
A két fővároson kívül további nagyobb városok alakultak ki. Ilyenek voltak például a híres borostyánút mentén Poetovio (Ptuj), Sala (Zalalövő), Savaria (Szombathely), Scarbantia (Sopron) és Vindobona (Bécs), a többi fontos kereskedelmi útvonal mentén pedig Siscia (Sziszek), Mursa (Eszék), Cibalae (Vinkovce), Servitium (vagy Serbinum, Orbászkő, Bosznia), Sirmium (Szávaszentdemeter), Taurunum (Belgrád-Zimony), Sopianae (Pécs), Brigetio (Szőny), Arrabona (Győr), Gorsium (Tác) és Gerulata (Pozsony-Oroszvár). Az élénk kereskedelem nyoma az ebből a korból feltárt rengeteg Italiából, Germaniából, Galliából származó lelet: szobrok, kerámiák, üvegáruk, nemesfémekből és borostyánból készült ékszerek, fém használati tárgyak.
Pannoniának a kereskedelmi jelentősége mellett nagy katonai szerepe is volt, mivel a Duna természetes határvonala mentén egyrészt az Alföld középső részét ekkortájt elfoglaló (a rómaiak által következetesen szarmatának címzett) alánok, valamint nyugati germán törzsek, másrészt a mai Szerbia felől terjeszkedő dákok ellen védte a Római Birodalmat. A dákok legyőzése után Traianus császár a Kárpát-medence keleti felére is kiterjesztette a római uralmat, létrehozva Dacia provinciát. Dacián belül különösen Erdély játszott nagy gazdasági szerepet híres aranybányái és sóbányái miatt. A tartomány erdélyi részének legfontosabb városai Sarmizegetusa (Várhely), Ampelum (Zalatna), Apulum (Gyulafehérvár), Napoca (Kolozsvár), Porolissum (Mojgrád, Szilágy megye) és Potaissa (Torda) voltak.

### A barbárok

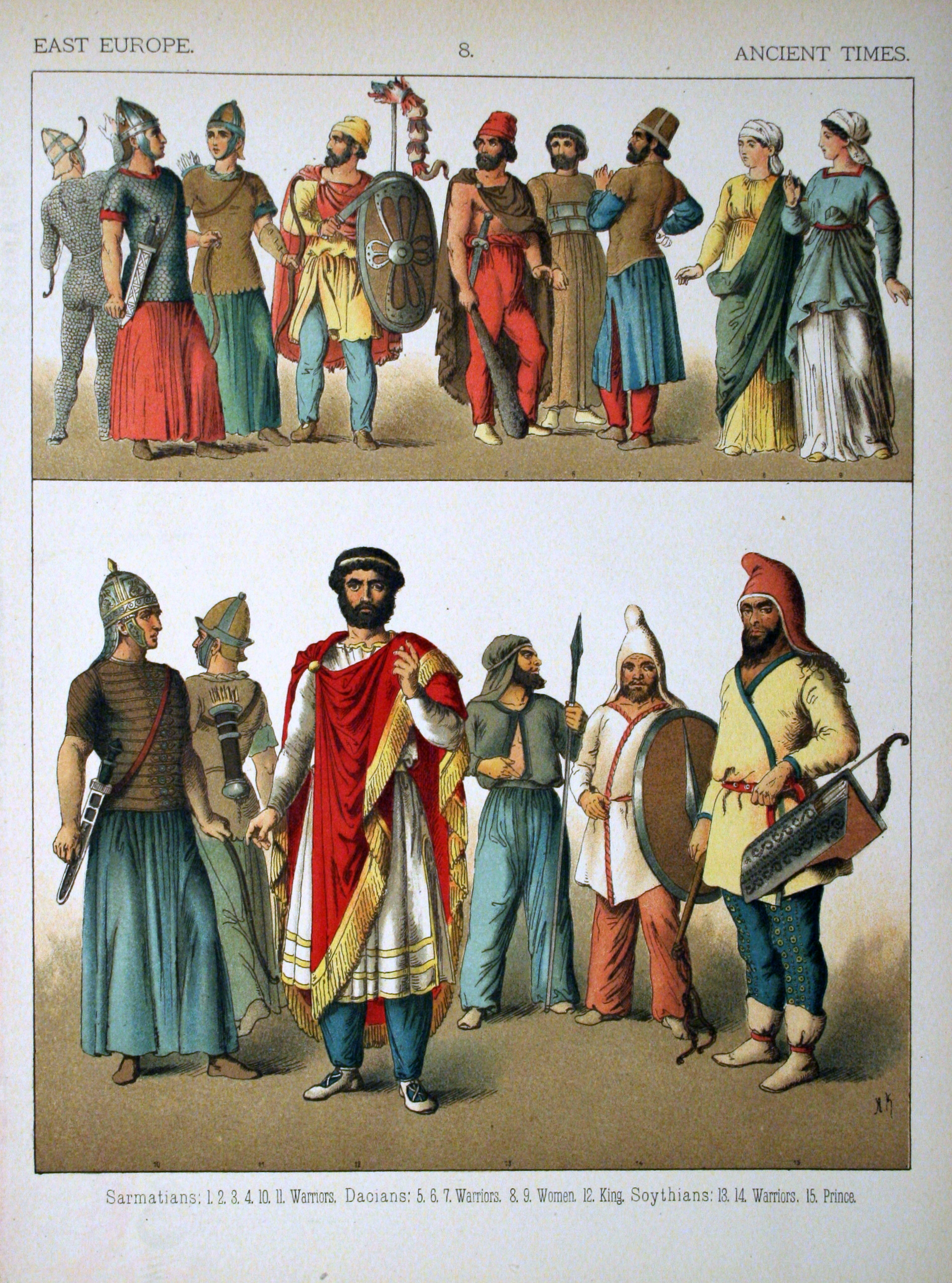
Alánok, dákok és királyi szkíták

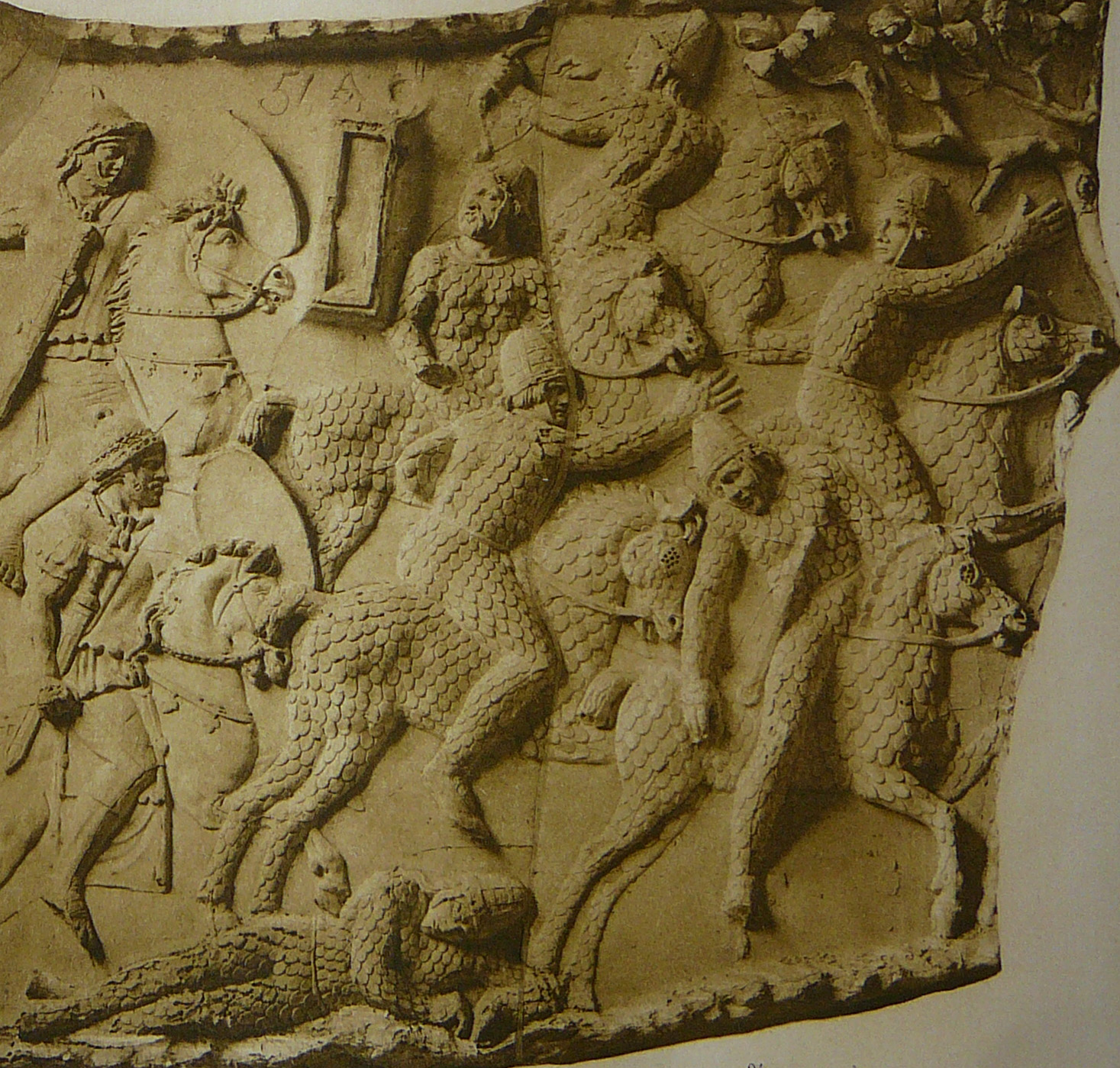
Alán vértesek Traianus oszlopának domborművén

A rómaiak által barbároknak nevezett idegen, nem római népek, nevezetesen az alánok és a germánok, az Alföldet, illetve a Felvidék és az Erdélyi-medence területét lakták. Rómának őket egészében sohasem sikerült birodalmába beolvasztania, mivel e harcias nemzetek kitartóan és sikerrel védelmezték függetlenségüket.
A közép-ázsiai szkíták, vagyis a szakák csoportjába tartozó ászik (asianoi, asioi), roxolánok (reukanaloi, roxolanoi) és aorszok (alanorsoi, aorsoi) az Alán szövetség (Alanoi) részesei voltak. A rómaiak nevezetteket makacs állhatatossággal, mindazonáltal helytelenül, szarmatáknak is címezték.
A nevüket joggal viselő szarmaták (sarmatai, sauromatai, syrmatai) a királyi szkíták által a Don mellékére telepített madai, avagy médiai, iráni származású népesség voltak. Megszólításuk Mada országának Syromedia nevű tartományára (a mai Kurdistan és Kermansah vidéke) hivatkozik. A szarmaták jó része utóbb a Boszporoszi Királyság, illetve a görög gyarmatvárosok területén telepedett le, és városlakó lett. Más részük szétszóródott a környező népek között, illetve elveszett a keletről érkező alánok tömegében.
A Közép-Ázsia pusztáin zajló változások – a jüecsik, utóbb kusánok vándorlása, illetve ezzel kapcsolatban Görög Baktria összeomlása, valamint a szkíták Kangha, Kangcsü, Kangkuo országának terjeszkedése – kimozdította lakóhelyükről az ászik egy részét.
A Szir-darja középső szakaszának alföldjét, valamint a Talas és a Csu folyó lapályát birtokló Kangkuo az i. e. 2. század közepe táján kiterjesztette fennhatóságát az ászik és az issedones nevezetű szkíták országára. Az ászik szövetségük nevét (Massagetai) ez okból Alánra (Alanoi) változtatták, és kirajzottak közép-ázsiai hazájukból. Jó részük a Szir-darja alsó szakaszától, illetve az Aral-tó vidékéről, Khorasmia tartományból a kelet-európai pusztára költözött.
Az ászik országának neve kínai forrásokban Alan, Alanliao, Jencaj (Hatalmas puszta), illetve Hosu, Hoszu. Az Urál hegység keleti oldalán élő issedones nép birtokáé Jen (Szakadék, Szikla).
Az i. e. 2. század végéig az ászik törzse (Sztrabón művében nevük iazyges) a Dnyeperig nyomult előre, a roxolánok az Azovi-tenger vidékéig jutottak, az aorszok pedig a Don és az Urál folyó között foglaltak maguknak szállást.
Sztrabón szerint a kelet-balkáni (getai) és a Dnyeszter-melléki trák–szkíták (tyregetai), továbbá a szarmatának címzett ászik (iazyges), valamint a királyi szkíták (basileioi és ourgoi) lakóhelye, az Al-Dunától (Istros) a Borysthenes (Dnyeper) felé haladva – az i. e. 2. század végén –, így sorakozik fel a kelet-európai pusztán.
A Borysthenes és Ister közötti vidéken felül fekvő egész tartománynak első része a géták pusztasága; azután jőnek a tyrigéták; s ezek után a sarmataféle jazygok s az ugynevezett királyiak és urgok, nagyobbrészt nomádok, kevesen pedig földmiveléssel is foglalkoznak. Mondják hogy ezek az Ister hosszában is laktak, gyakran mind a két parton.
A királyi szkíták az i. e. 2. században a Krím-félszigetre, illetőleg a Dnyeszter és a Déli-Bug alsó szakaszának környékéhez szorultak vissza. Kisebb birodalmuk – Mikra Scythia, Kis-Szkítia (i. e. kb. 250–i. sz. kb. 200) – neve utóbb a mai Dobrudzsa területére szállott át, ahol az i. e. 2. században szintén feltűntek.
Időszámításunk kezdete előtt, a 16. évben, az ászik törzse először lépte át a Római Birodalom határát, és csapott össze a véderőkkel. Ettől kezdve Róma és az alánok kapcsolatát az újra és újra fellángoló harcok jellemezték. Időszámításunk szerint 6–9-ben például római sereg harcolt alánok és dákok ellen, i. sz. 10–11-ben alánokkal, és i. sz. 15-ben Rómának újabb betöréssel kellett szembenéznie. Publius Ovidius Naso – száműzetésének napjait töltötte, i. sz. 8–17. között, Tomis (ma Constanţa) városában – nem egyszer szemtanúja volt a helyi eseményeknek. Tristia (Keservek), illetve Epistulae ex Ponto (Levelek Pontusból) című művében panaszolja megpróbáltatásait.
A jazigoknak (iazyges, iazyx), később jászoknak is nevezett szkíta nép névadó törzse a Duna mentén vándorolt felfelé, és időszámításunk szerint 20. körül, Tiberius római császár uralkodása idején költözött az Alföldre. Legkorábban a Duna és a Tisza völgyét, valamint a Duna–Tisza közét foglalták el. Birtokaik az Olt folyótól a Bánságon keresztül nagyjából a Borsodi-Mezőségig terjedtek. A 2. században, amikor a dákok uralmának vége szakadt, a Tiszántúlon is megtelepedtek.
Az Alföldön az alánok érkezése előtt korai szkíta, dák és kelta népesség élt. Őket az ászik és a roxolánok vonták uralmuk alá. A Felvidék hegyes-dombos területeit ez időben a nyugati germán (szvéb) törzsszövetséghez tartozó kvádok és markomannok uralták.
Az ászi lovasság 50. körül Vannius, kvád király seregét erősítette. Az alánok és a kvádok közötti együttműködés ezután nem is szakadt meg. A hunok által szorongatott alánok és germánok később együtt költöztek Délnyugat-Európába, illetve Észak-Afrikába.
Az első században a roxolánok még Kelet-Európában, az Al-Duna vidékén éltek. Támadásokkal zaklatták, 62-től újra meg újra, Moesia tartományt. A legnagyobb rohamot, a dákokkal szövetségben, 69 telén, valamint 85–86-ban indították. A 69. évben Moesia kormányzója súlyos csapást mért rájuk, 92-ben azonban visszavágtak: tönkrevertek egy római légiót. A római–dák háborúk idején (85–88, 101–102) a dákokat támogatták.
Az ászik és a kvádok 92-ben átkeltek a Dunán, és betörtek Pannónia tartományba. Májusban megsemmisítő vereséget mértek az egyik római légióra. A csatározások Domitianus császár haláláig folytatódtak.
Traianus császár, 105–106-ban – a harcokban ászi segédcsapatok is részt vettek –, legyőzte a dákokat, és országukat római tartománnyá szervezte. Dacia megalapítása új háborúság kiváltó oka lett. Róma nem adta vissza az ásziknak a dákok által korábban elfoglalt területeket, valószínűleg a Bánság keleti felét, s így elvágta egymástól az ászikat és a roxolánokat. Az ászik 107-ben Pannóniára törtek.
Traianus halála után újra békétlenség ütötte fel a fejét. Az ászik és a roxolánok összehangolt támadást indítottak Dacia, Moesia és Pannónia tartomány ellen. A háborúság nagyjából két évig (117–118) tartott. Hadrianus császár végül járandósággal kenyerezte le a roxolánokat, és (Publius Aelius) Rasparaganus királyukat római polgárrá avatta.
A 2. század vége felé (165–166) Róma tervbe vette Sarmatia tartomány létrehozását, beolvasztását a birodalomba, szándékának megvalósítására azonban nem került sor. A 166. esztendő nyarán a Dunától északra élő germán népek betörtek a római tartományokba. Az alánok is csatlakoztak az általános támadáshoz. A markomann háborúnak nevezett viszálykodás 167-től 180-ig tartott. Marcus Aurelius császár életének végéig a rend helyreállításával volt elfoglalva. A 170. évben az ászik legyőzték és megölték Alsó-Moesia római kormányzóját. Később azonban jelentős erőket vesztettek a Duna jegén a rómaiak ellen vívott csata során 173–174-ben. A 175. esztendőben Zanticus, az ászik királya, békét kötött Marcus Aurelius császárral, szabadon engedte római foglyait (számuk a tudósítás szerint elérte a százezret), és 8000 ászi lovast adott át Rómának biztosítékképpen. Nagyobb része e seregnek, kb. 5500 fegyverforgató, Britanniába hajózott. Az alán segédcsapat a Legio sexta Victrix kötelékében szolgált, és Bremetennacum Veteranorum (ma Ribchester) falucskában állomásozott. A szkíta harcosok szerepet játszottak Artúr király mesés történetének kialakulásában. Emlékezetüket az Alan férfinév is fenntartotta.
Ászik és rómaiak a békekötés után újfent háborúságba keveredtek. A viszálynak újabb békeszerződés vetett véget. Róma engedélyezte az alánok átjárását római területen, Dacia helytartójának felügyelete mellett. Marcus Aurelius halála után, közrejátszott ebben a Kelet-Európába betörő gótok fenyegetése, a roxolánok tömegesen költöztek az Alföldre.
A gótok – a Dnyeszter és a Dnyeper mentén vándoroltak dél felé – Caracalla császár uralkodásának utolsó éveiben, a 215. év táján, elérték a Fekete-tenger vidékét. A Dnyeper és a Dnyeszter környékén tanyázó alánok a Donhoz költöztek. Ez időben már a hunok előőrsei is a Volga és az Urál vidékének pusztáin laktak. A legkorábbi híradások szerint a 2. század közepe táján jelentek meg ott.
A gótok és szövetségeseik pusztításai Maximinus Thrax uralkodásának utolsó évétől kezdve napirenden voltak Dacia tartományban. A zűrzavart a Kárpát-medencében letelepedett alánok is kihasználták: megszállták Daciát (248–250), illetve Pannóniát 254-ben. Egy ideig sikerült a gótokat féken tartani, Decius császár seregein aratott győzelmük után azonban hamarosan a Balkán-félszigetet dúlták, sőt Kis-Ázsiába is betörtek. II. Claudius császár a 268. vagy a 269. évben Naissusnál (ma Niš) megtörte a gót szövetség erejét, Dacia tartományt azonban a 271. évben Róma végleg feladta. Ezek után a Kárpát-medence keleti részeit, nagyjából a Tisza völgyéig, megszállták a különböző germán törzsek.
Probus császár halála után az alánok és a kvádok betörtek Pannóniába, de vereséget szenvedtek még ugyanazon évben Carus császár seregétől. Az alánok elleni háborúk Diocletianus idejében megújultak.
A 332. évben I. Constantinus császár serege az alánok oldalán avatkozott be a nyugati gótokkal vívott háborúba. A Kárpátok vidékén tanyázó gótok nyugat felé próbáltak terjeszkedni, s a vandálokkal a Maros mellett véres ütközetet vívtak. Az alánok, mint a vandálok szövetségesei, látván a gótok nagy számát és erejét, Constantinus pártfogását kérték. A császár seregei a Bánságban hátba támadták, és legyőzték a gótokat.
E háborút követő időkben (332–334) belviszály tört ki az alánok között. A gótok által szorongatott alán urak korábban felfegyverezték a szolgasorban élőket, kik azután uraik ellen fordultak, és elűzték őket bánsági területeikről. A korábbi urak egy része a vandáloknál keresett menedéket, s maga is szolgasorba jutott, nagyobb részük (számukat a híradás háromszázezerre teszi) a Római Birodalom területére nyert bebocsátást. Őket részben besorozták a római seregekbe, részben Macedónia, Trákia, Pannónia, Itália és Gallia gyérebb népességű vidékein telepítették le. Ez időben kezdték építeni az Alföldön a Csörsz árka néven ismert sáncrendszert az alán szállásterület körül.
Az alánok belháborúja ismét fellángolt a 356–357. év fordulóján, amikor az elűzött urak próbálták visszaszerezni hatalmukat. Végül volt szolgáik Róma ellen fordultak, és a kvádok is részt vettek a csetepatéban. A 358. év tavaszán II. Constantius császár serege is beavatkozott a küzdelembe. A római csapatok a Dunán átkelve kegyetlen öldöklést vittek véghez, és elpusztították az alánok szállásait. A korábbi urakat visszahelyezték jogaikba, a nyugtalanság azonban ezzel nem szűnt meg.
II. Constantius, a 359. évben, Acuminacum (Szalánkemen, Zalánkemén) mellett, beszédet készült intézni az említett szolganép képviselőihez. A tömegből azonban valaki, ismeretlen alán atyánkfia, lemarházta a császárt. Ammianus Marcellinus (Liber XIX: 10–12.) ekképp írja le az eseményt:
Visoque imperatore ex alto suggestu iam sermonem parante lenissimum, meditanteque adloqui velut morigeros iam futuros, quidam ex illis furore percitus truci, calceo suo in tribunal contorto ‘marha marha’, quod est apud eos signum bellicum, exclamavit eumque secuta incondita multitudo vexillo elato repente barbarico ululans ferum in ipsum principem ferebatur.
Qui cum ex alto despiciens plena omnia discurrentis turbae cum missilibus vidisset, retectisque gladiis et verrutis iam propinquam perniciem, externis mixtus et suis ignotusque dux esset an miles, quia neque cunctandi aderat tempus neque cessandi, equo veloci inpositus cursu effuso evasit.
 Stipatores tamen pauci dum ignis more inundantes conabantur arcere, aut vulnerati interierunt aut ponderibus superruentium solis adflicti, sellaque regalis cum aureo pulvinari nullo vetante direpta est.

Amikor a császár megjelent az emelvényen, és barátságos hangon éppen megszólalni készült, s úgy akart hozzájuk beszélni, mint a jövőben engedelmes alattvalóihoz, egyikük éktelen haragra lobbanva az emelvény felé hajította csizmáját, és ezt kiáltotta: „marha, marha”, ami náluk csatakiáltásként hangzik. Erre az egész gomolygó tömeg arrafelé tódult, és hirtelen magasba emelve a barbár zászlót, vad üvöltéssel egyenesen a császár felé rohant, aki a magasból letekintve mindenfelé ide-oda futkosó tömeget látott feléje közeledni dárdákkal, kivont kardokkal, kopjákkal. Már vesztét érezte közeledni, de úgy belevegyült az ellenséges szándékú emberektől és a sajátjaitól kavargó tömegbe, hogy senki sem tudta róla, vezér-e vagy közkatona. Nem volt idő a habozásra, fölpattant egy gyors lóra, és elvágtatott. Testőrei megpróbálták visszavetni a tűzvészként terjedő barbár áradatot, de sebektől borítva elhullottak, vagy a rohamozóktól eltiporva földre hanyatlottak. Az aranyos kárpittal díszített császári szék a támadók könnyű zsákmánya lett.

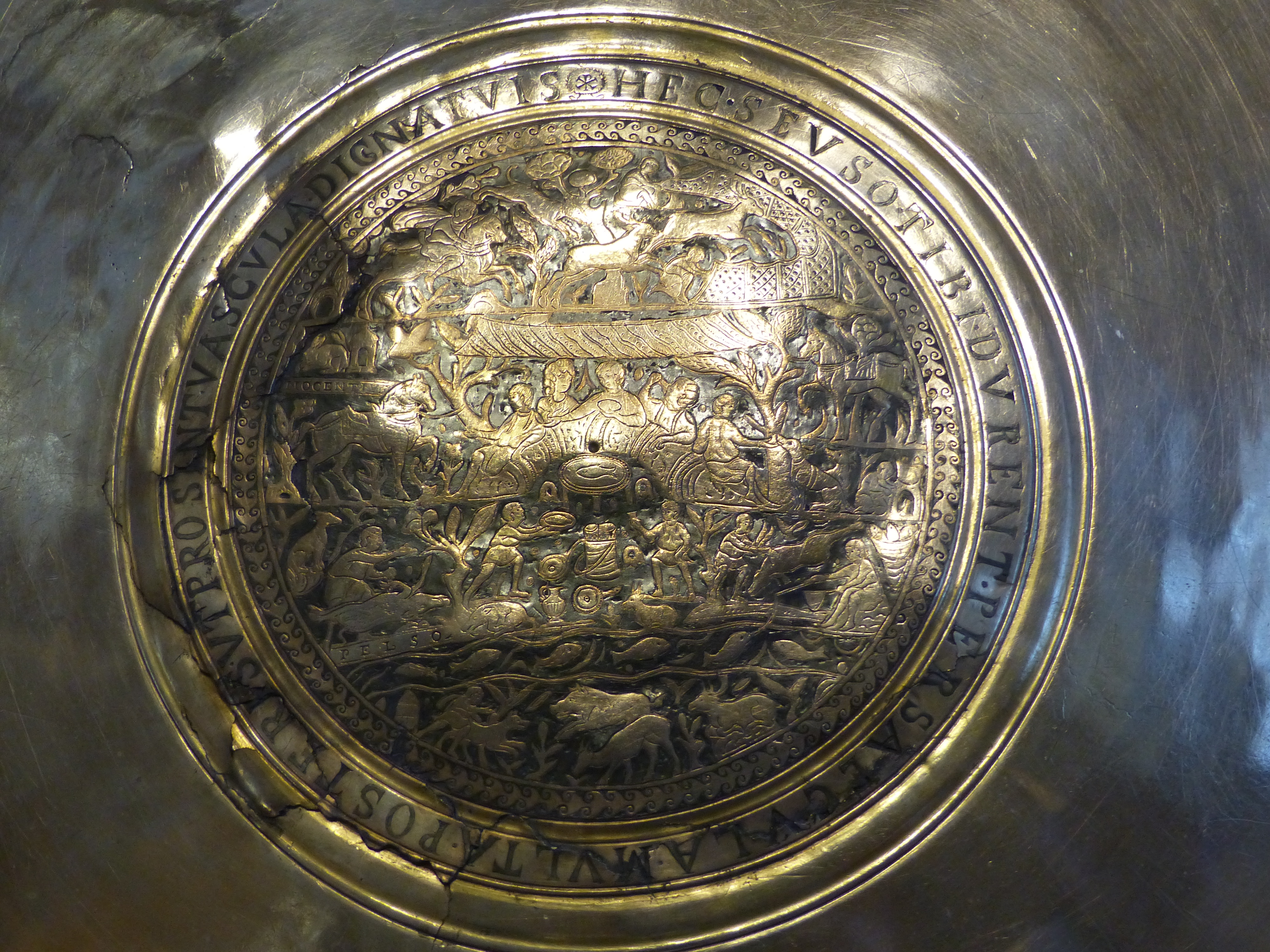
A Kárpát-medence közepén talált római kori Seuso-kincs „Vadász tál” elnevezésű darabja

Az alánok legközelebb 374-ben tűntek fel a híradásokban, amikor a kvádokkal együtt támadtak a pannóniai tartományokra. A békétlenséget egy újabb alföldi sáncrendszer építése, illetve a rómaiak cselvetése, a kvádok királyának meggyilkolása váltotta ki. A támadók két római légiót is megsemmisítettek, és hónapokig portyáztak Pannóniában.
A 3–4. században a rómaiak, amint fentebb említettük, nagyobb alán tömegek letelepedését engedélyezték a birodalom határain belül. A gótok féken tartására, és a hadseregben utánpótlásként kívánták alkalmazni őket. A Notitia dignitatum 18 központot sorol fel, ahova telepítették őket Gallia és Itália között. A „szarmata” elnevezés helynevekben is nyomot hagyott, például a Reims környéki Sermaise és Sermiers is szkíta fészek volt. Sok alán nemes úr római polgárságot nyert, vagy rangot szerzett. Leghíresebb közülük Victor, magister equitum (a lovasok parancsnoka, a dictator közvetlen és teljes jogú helyettese). Közben az Alföldre újabb alán népesség – társaságukban a királyi szkíták egyes csoportjai – érkeztek keletről, a rómaiak azonban megrögzötten szarmatának nevezték valamennyit.

## A népvándorlás kora

### Hun Birodalom, az ókor vége
A Belső-Ázsiából kirajzó törökös népek – a hunok uralkodó, névadó csoportja, valamint az onogur szövetség törökjei – leigázták a közép-ázsiai szkíta alánokat, s velük egybevegyülve a kelet-európai pusztán élő alán és germán csoportokra törtek. Egy részüket elűzték, kiszorították lakóhelyükről, más részüket uralmuk alá hajtották, s ezekkel egyesülve Délkelet- és Közép-Európát fenyegették. Az európai hunok tehát a névadó hunok, onogur törökök, szkíta alánok, valamint germánok csoportjaiból szerveződtek néppé. Előőrseik – az újonnan csatlakozott alánok és germánok csapatai – a 4. század végén jelentek meg a Kárpát-medencében.

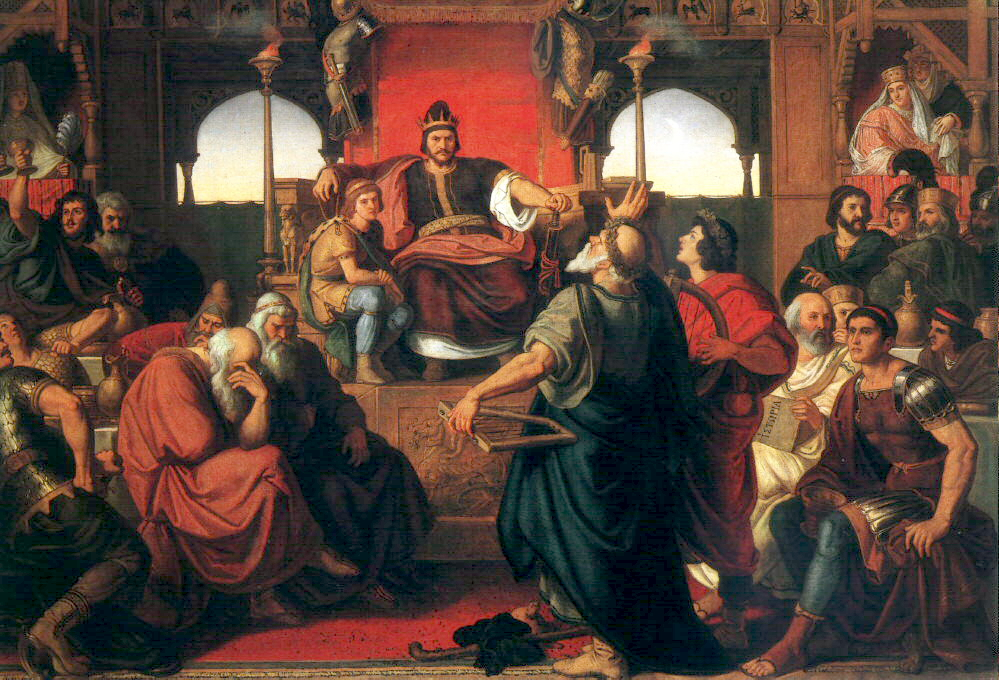
Attila lakomája Priszkosz rétor leírása alapján (Than Mór festménye 1870-ből)

A 4. század végén, a hunok betörése előtt, a Kárpát-medencét nagyrészt germánok és alánok népesítették be. Az Erdélyi-medencében a gótok és a gepidák uralkodtak, de a hozzájuk csatlakozott alánok szerepe sem volt kisebb, mint hűbéruraiké. Pannónia tartományban nagyrészt kicserélődött a római lakosság. Itt elsősorban a kvádok és a vandálok telepedtek meg. A germán és alán népesség keveredése e helyen nagyobb mértékű volt, mint a medence keleti felében. Ezen állapot a hunok uralmának kezdetén sem változott lényegesen. A törökös népek hadainak jó része ugyanis Kelet-Európa pusztáin telepedett le.

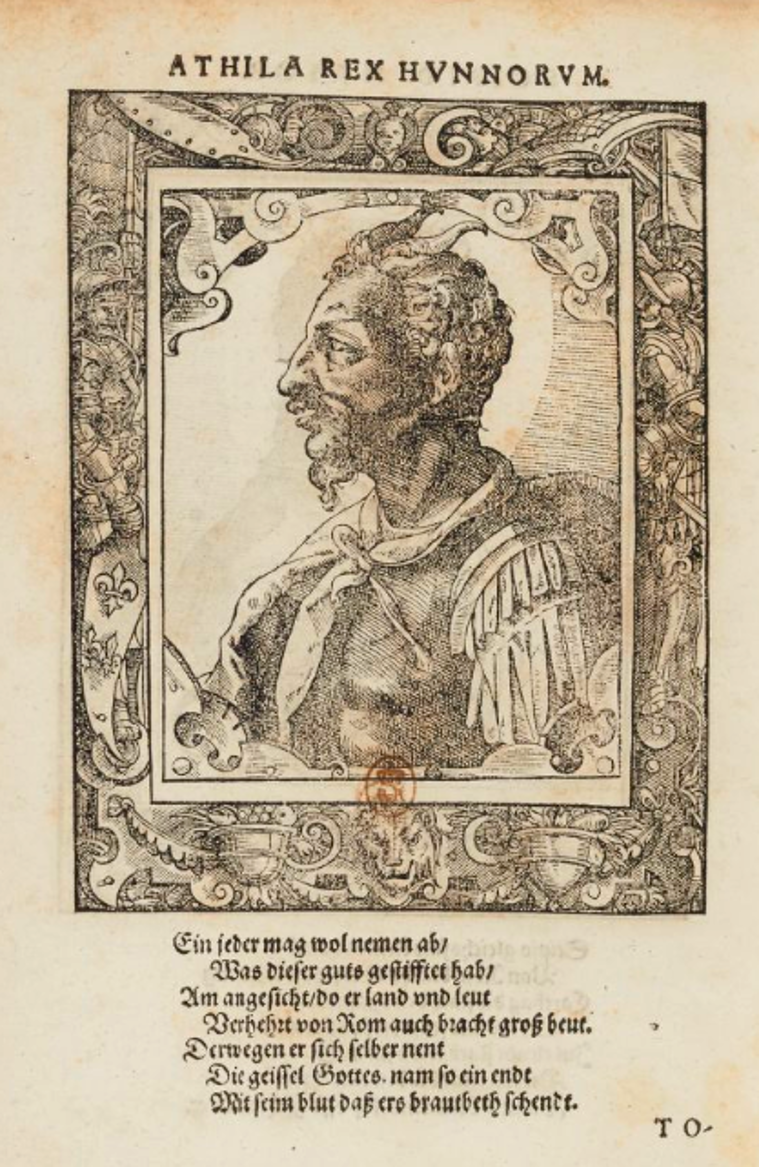
Athila Rex Hunnorum, Attila késő középkori európai ábrázolása (1577)

A hunok elől menekülő alánok, valamint nyugati- és keleti gótok csoportjai a Keleti-Balkánon, illetve az Erdélyi-medencében kerestek menedéket, az Alföldön élő alánok pedig Pannónia tartomány, azaz a Római Birodalom területére próbáltak bejutni. A századfordulón maguk a hunok vezérlő fejedelmei és kíséretükben levő csapatok is a Havasalföldön, illetve a Kárpát-medencében ütötték fel sátraikat. A Kárpát-medence északi részét benépesítő nyugati germán markomannok és kvádok a hunok elől a mai Csehország és Dél-Németország vidékére, a szvébek központi területeire menekültek. (A kvádokat az 5. századtól csak szvébeknek nevezték, és ők lettek a későbbi Svábföld és a svábok névadói.)
A 401. évben a hun sereg egyik szárnya, a Kárpátokat északról megkerülve, megtámadta s megszalasztotta a vandálokat. Az alánok egy része erre szakított a hunok szövetségével, és a nyugat felé menekülő vandálokhoz csatlakozott. A kivándorlók Délnyugat-Európába, később Észak-Afrikába költöztek.
A Kárpát-medence keleti és nyugati felét első ízben a hunok birodalma egyesítette. A rómaiak 409-ben Pannónia keleti felét engedték át a hunoknak, 433-ra pedig az egész tartományt elveszítették. Bár Attila támadásai megrázták a Római Birodalmat, 451-ben a catalaunumi csatában Aëtius, római hadvezér megállította a hun sereget. Attila halála (453) után a hunok birodalma szétesett, helyét az egymással marakodó germán királyságok vették át.
A Kárpát-medencében letelepedett szkíta alánok a germán királyságok – gepidák az Erdélyi-medencében és a Tiszántúlon, kelteti-gótok Pannóniában stb. – hűbéres szövetségeseként folytatták életüket. A Duna–Tisza közén és a Temesközben egyes csoportjaik megőrizték függetlenségüket. Az Alföldet a ravennai császári udvar továbbra is „szarmata” (valójában alán) határvidékként tartotta számon. Az 5. század vége felé még tudósítanak a „szarmatákról”. A 469. évben a keleti gótok ellen harcoló germánok seregében – Babai, illetve Beucan nevű királyuk vezetésével, a kvádok utódainak szövetségeseként – részt vettek a Bolia (Ipoly) melletti csatában. Babai 472. körül elfoglalta Singidunum (Belgrád) városát, a gótok azonban legyőzték. A 488. évben még hallunk az alánokról – egy csoportjuk a gepidák soraiban harcolt a gótok ellen –, azután azonban már csak az avarok idején. Legutoljára Paulus diakónus középkori longobárd származású szerzetes említ „szarmatákat”, az 568-ban Pannóniából kiköltözött langobardok szövetségesei között.

### Germán uralom, a korai középkor kezdete
A Kárpát-medence területét egy évszázadig a gótok, herulok, gepidák és langobardok törzsei uralták. Az 567. évben a Közép-Ázsiából kivándorolt avarok vették birtokba a területet, s azt mintegy 250 évig meg is tartották. A germán törzsek többsége Itáliába menekült. (A Pó-síkságon letelepedő langobardok nevéből származik Lombardia tartomány neve.) A Felső-Tisza vidékét birtokló gepidák többsége nem hagyta el a Kárpát-medencét, az avarok hűbérese lett. Néhány száz év alatt egybevegyültek uraikkal, csakúgy, mint az itt élő szkíta alánok és más népek.

### Avarok (6. század)

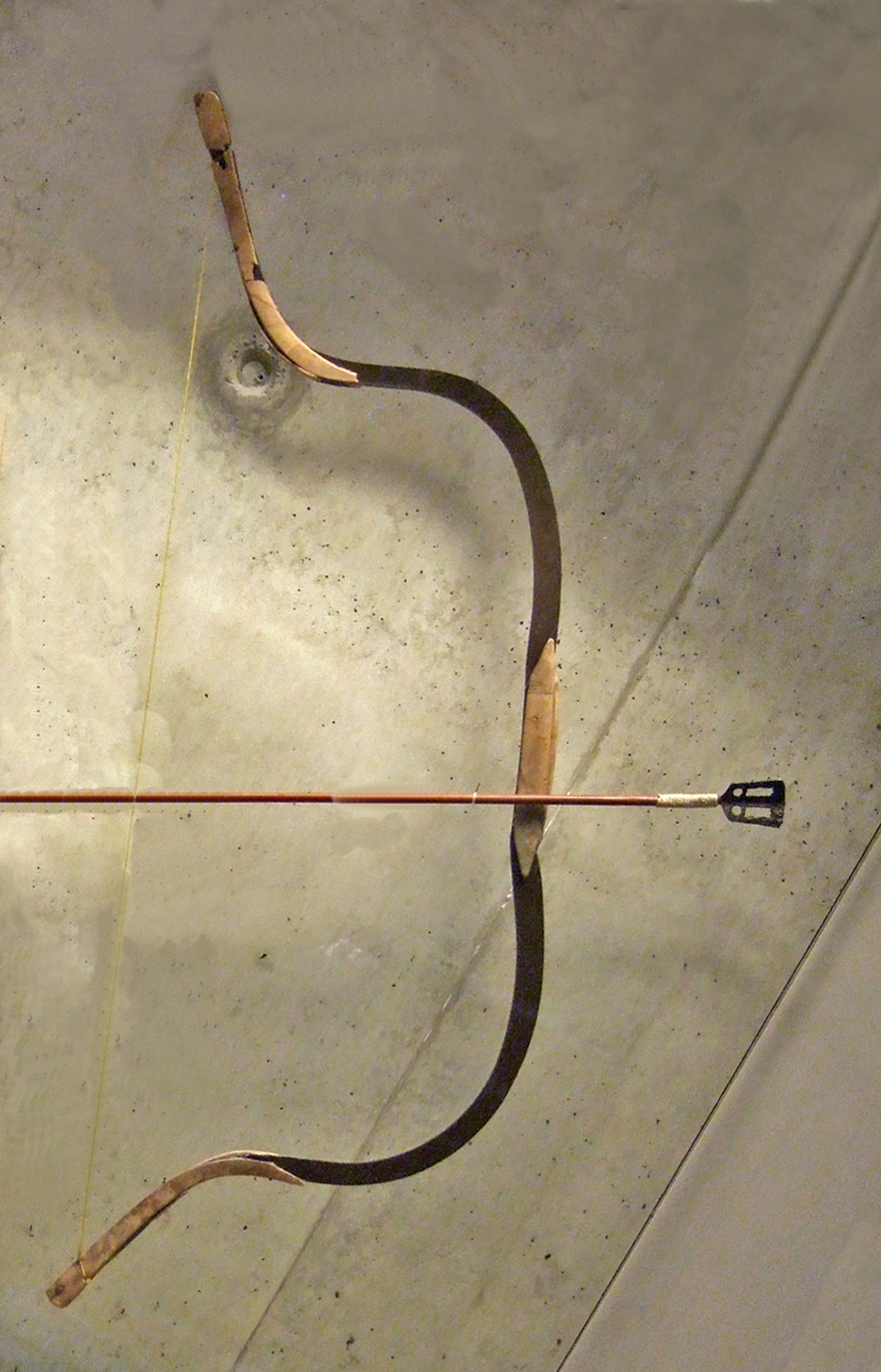
Visszacsapó íj a gyenesdiási avar temetőből

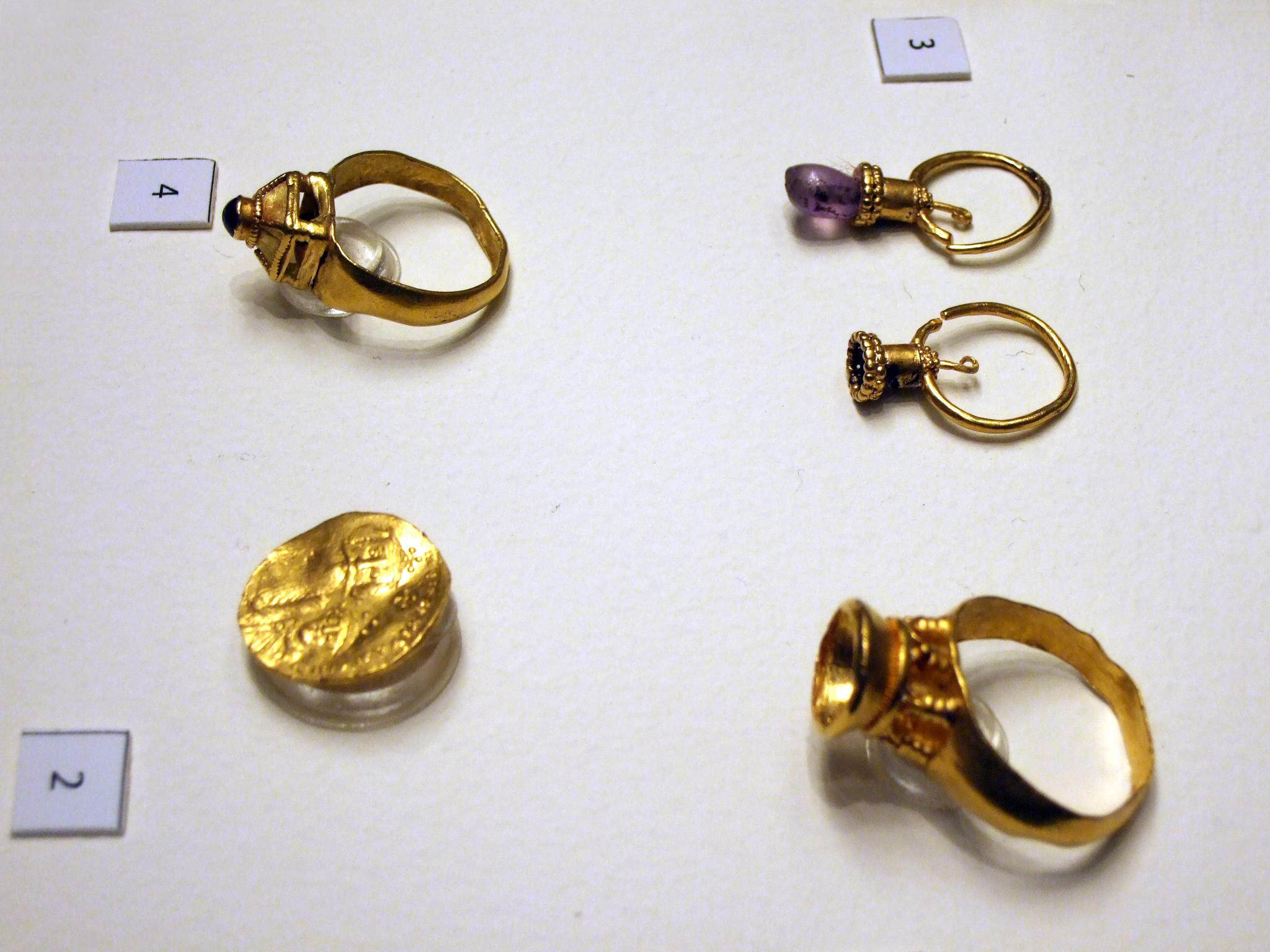
Ékszerek a gyenesdiási avar temetőből

A közép-ázsiai szkíták, vagyis a szakák csoportjába tartozó avarok történelmének legkorábbi szakaszáról a hazai forrásokban ellentmondásos véleményeket olvashatunk. Érdemes ezért e kérdésben külországi művek alapján tájékozódni.
Az avarok a szkíta népek írott történelmének hajnalán Közép-Ázsiában, a Kopet-dag vidékén laktak. Az asszír iratokban (i. e. 7. század) felbukkanó Partukka név valószínűleg lakóhelyükre, a később Parthava néven megismert tartományra hivatkozik. Ókori források tucatnyi különböző néven említik avarjainkat: aparnoi, apasiakai, aspasiakai, aspisioi, attasioi, augasioi, daai, daoi, parnoi, pasianoi, pausikoi stb.
Az avarok II. Kurus, perzsa király uralkodásának idejétől az Óperzsa Birodalom hűbéresei voltak, majd III. Alexandrosz ázsiai hódításai nyomán a makedón görögök igája alá jutottak. Az i. e. 247. évben – Tirdad fejedelmük uralkodása idején – fellázadtak, az i. e. 238. évben megszerezték Parthava és Astauene tartomány irányítását, s kivonták magukat a Szeleukida Birodalom fennhatósága alól. Az i. e. 231. esztendőben II. Szeleukosz Kallinikosz hadjáratot indított ellenük, de Tirdad serege legyőzte. Tirdadot – uralkodói nevén I. Arszakesz – Parthia királyává koronázták.
Avarjaink, a kezdeti nehézségeket leküzdve, létrehozták a Parthusok Birodalmát, amely hatalmának csúcspontján, az i. e. 1. században, az Eufrátesztől az Indus völgyéig, illetve az Amu-darjától az Indiai-óceánig terjeszkedett. A parthusok uralma nagyjából 470 éven át (i. sz. 224-ig) tartott. Hosszabb ideig, mint bármely más uralmi időszak Irán történelmében.
A Parthus Birodalom bukása után az avarok ismét szolgasorsra jutottak, az Újperzsa Birodalom hűbéresei lettek. Nagyjából száz év múltával, 350. körül, Közép-Ázsiában megjelentek a hun szövetség népei, a hunok, az onogur törökök, később a haladzsok és a szabarok. A 367–368. évben az avarok legyőzték II. Shapur, perzsa király seregét, és Kidara nevű királyuk vezetésével országot alapítottak. Övék volt Baktria, Szogdia egy része, és az Indiai-félsziget északnyugati tartományaiban is egy határ föld. Függetlenségüket szüntelenül fenyegették a perzsák, a vörös hunok (alkhono), a hunok (khion) és a heftalitának vagy fehér hunoknak is nevezett haladzsok. A perzsákat legyőzték ám a perzsák és heftaliták szövetséggel szemben alulmaradtak. A 457. évben a heftaliták megszállták Baktriát – az avarok ekkortájt tagozódtak be a hunok szövetségébe –, a 468. évben pedig a perzsák elfoglalták fővárosukat is. A hunok előretörése miatt indiai, majd szogdiai birtokaikat is elveszítették.
A belső-ázsiai türkök az 554. esztendőben kiterjesztették hatalmukat Szogdiára, az Aral-tó vidékére, s ekkor, a hűbéres sorsot elkerülendő, avarjaink többsége, a hozzájuk csatlakozott kisebb szkíta és hun csoportokkal, Kelet-Európába költözött. Az 555. évben már a Keleti-Kaukázus vidékén tanyáztak, s hamarosan (558-ben) követséget küldtek a bizánci udvarba. A küldöttség szövetségről, lakóhelyről tárgyalt a császárral.
Avarjaink a tudósítás szerint – Bizánc szövetségeseként – legyőzték a kelet-európai pusztán tanyázó onogurokat, barszilokat, szabarokat, utigurokat és kutrigurokat, és a keleti-szlávok közé sorolt antokat is adófizetőjükké tették. Az 563–566. év között befolyásukat a Kárpátoktól északra elterülő síkságra is kiterjesztették.
A langobardok, az avarok szövetségeseként, az 567. évben erőt vettek a gepidákon a Tiszánál. Syrmiumot (Szávaszentdemeter) a gepidák feladták Bizáncnak, így a város az avar támadás után is a rómaiak birtokában maradt. Az avarok ez évben letelepedtek az Erdélyi-medence és a Tiszántúl folyóinak lapályán. A következő év tavaszán pedig a langobardok által kiürített Dunántúlt is birtokba vették.
Az 579. esztendőben Syrmiumot ostromolták, s az 582. évben el is foglalták. Az 584–586. évben bevették Singidunum (Belgrád) városát, megszállták Kis-Szkítia (Dobrudzsa) egy részét és Moesia tartományt. A perzsa frontról visszatérő kelet-római csapatok azonban hamarosan véget vetettek az avarok észak-balkáni uralmának, és 600–601-ben a Temesközben is sikerrel hadakoztak ellenük.
A 7. század eleje is igen mozgalmas időszak volt a Kárpát-medence történetében. A 612. évben az avarok és horvát szövetségeseik Dalmáciában pusztítottak. A vendek, Szamo vezetésével, önálló birodalmat hoztak létre (623–624). Nagyjából ez időben horvátok és szerbek költöztek mai hazájuk területére. Szamo halála után a vendek országának jó része újra az avarokra szállt.
A 626–629. évi sikertelen balkáni hadjárat, illetve a kelet-európai pusztán 630. táján végbement változások fordulópontot jelentettek az avarok életében. A türkök hatalma megrendült, hűbéres népeik közül többen az önállóság útjára léptek. A kazárok és a bolgárok is birodalmat szerveztek. Az avaroknak alárendelt bolgárok is (e helyen valószínűleg Kárpát-medencében élő bolgár népességről van szó) szabadulni próbáltak, a harcokban azonban alulmaradtak. Kelet-Európában az utigurok fejedelme, Kuvrat, elszakította a kutrigurokat az avaroktól, egyesítette a bolgárokat, s megalapította Régi Nagy Bulgáriát. A Balkánon élő szlávok is önálló útra léptek.

## Késő avar kor
Néhány évvel Kuvrat halála után a kazárok leigázták a bolgárokat. Kuver – hagyomány szerint Kuvrat negyedik fia – vezetésével a kutrigurok egy csoportja, 677 áprilisában, a Szerémségbe költözött. Őket említi László Gyula, a kettős honfoglalás elméletével kapcsolatban, a griffes-indás kultúra népeként. Kuver – hagyomány szerint Csaba királyfi – az avarok intézője (török nyelven csoban, mai szóhasználattal ispán) lett. Kis idő elteltével a bolgárok fellázadtak, és jó részük 685. körül a Balkán-félszigetre, Pelagóniába (Macedónia) vonult Kuver vezérletével. Kuver serege elűzte a letelepedett népek egy részét Pelagóniából, és egybevegyült a helyben maradottakkal. A 8. században Kuver és népe Aszparuh bolgár kán Duna-menti bolgárjaihoz csatlakozott.

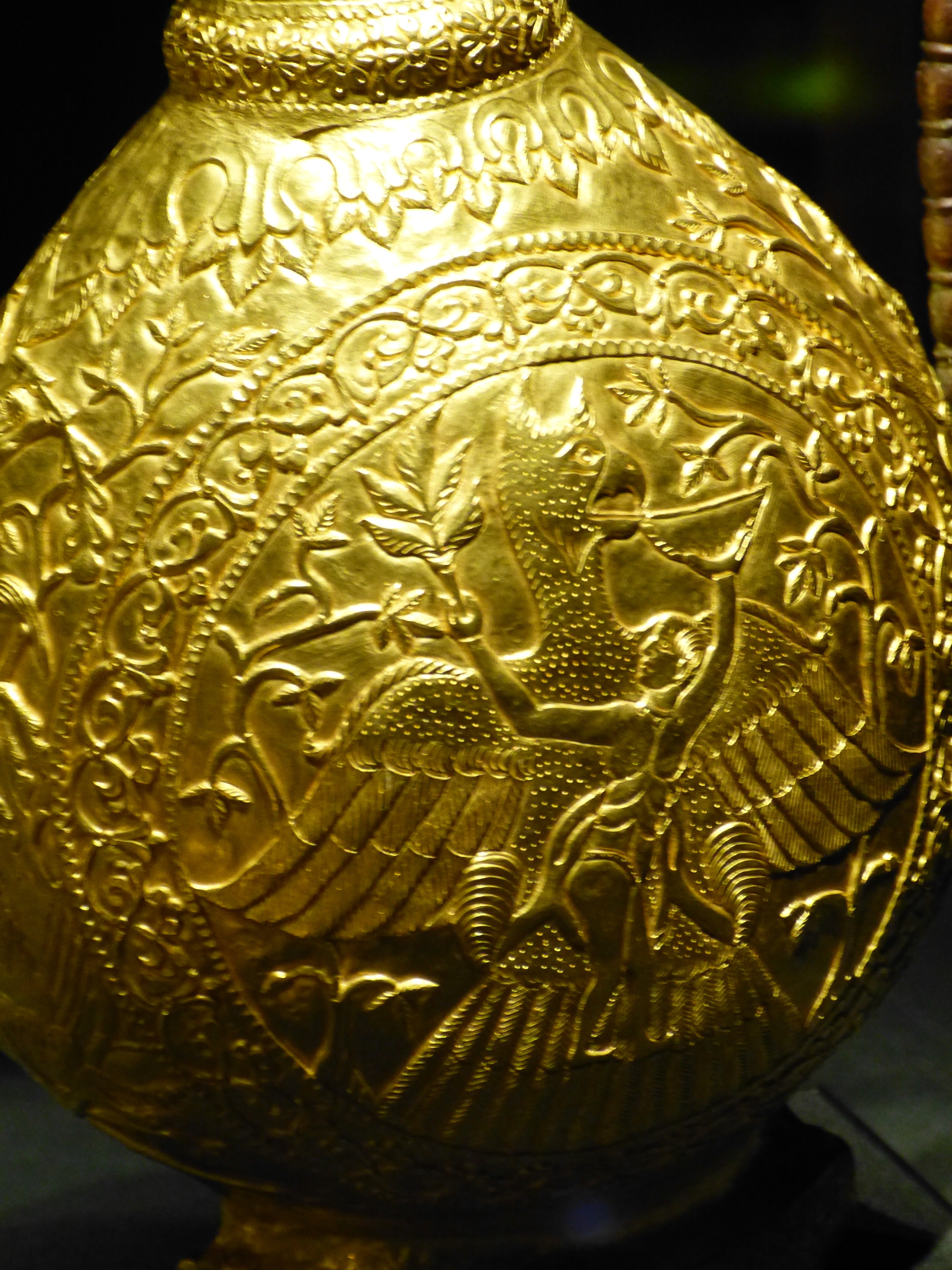
A nagyszentmiklósi avar aranykincs 7. számú korsója
A fehér főnix (ak kacir) égbe ragadja a halhatatlanságra vágyó szkítát

A 732. évben a Közép-Ázsiában visszamaradt avarok küldöttsége részt vett Kültegin, a Második Türk Kaganátus hadurának temetésén. Népük nevét, több más felekezetével egyetemben, az elhunyt főember emlékoszlopára vésték.
A 788. évben a frankok Ybbs mezejénél legyőzték az avarokat, és visszaszorították őket a Bécsi-erdőig.
A 791. évben I. Károly frank császár hadjáratba kezdett az avarok ellen. Mialatt langobard szövetségesei a Dráva és a Száva síkján nyomultak előre, a frank sereg a Duna völgyét követve Győrig menetelt, hadi sikereket azonban nem tudott elérni.
A főemberek közötti ellentétek megosztották az avarokat. A 795. esztendőben háború tört ki a kán, azaz a legfőbb méltóság, és a jugurrus címet viselő második ember hívei között, s a csatározásokban mindkét vezetőt megölték. A nyugati országrész helytartója meghódolt a frankoknak. Talán közreműködése révén jutott ellenség kezére a fő avar erődítmény és a kincstár. Eric, Foroiulia tartomány grófja, kisebb sereggel behatolt az avarok országába, a kán székhelyére, és kifosztotta a kincsesházat. Frank–langobard csapatát a szlavóniai szlávok fejedelme, Wonomir is támogatta.
Makkay János szerint Attila – nem azonos a hunok hasonló nevű uralkodójával – az avarok fejedelme volt.
„Másutt és többször részletesen kifejtettem már, hogy gestáink-krónikáink Attiláról szóló és hun történeteiben két Attila szerepel. Az egyik az ötödik századi hun nagykirály. A másik Attila a kései avarok egyik utolsó kagánja. Akiről az erős kezű Valterról szóló 9. századi történet azt írja, hogy az avarok királya volt, és székhelyét Pannónia városában, tehát Aquincumban tartotta.”
Az ismeretlen nevű avar fejedelem – évkönyveinkben Attila – halála után fiai (a féltestvér Csaba és Aladár) csatáztak a hatalom birtoklásáért. Amint a frank évkönyvek írják a 796. esztendőben: az avarok belháborúja nyomán a kagánt és a jugurrust megölték, s a harmadik avar főember, a tudun meghódolt a frankoknak. Az avarok urai, pontosabban egy részük, az ellenállók, a Tisza túlsó partjára vonultak vissza.
Az avarok – Makkay szerint székelyek – várták Árpád, magyar fejedelem seregének érkezését. Árpád (Makkay tanulmányában onogur-türk fejedelem) a kései onogur-avarok vér szerinti leszármazottja volt. Kik pedig Csabát követték, a bolgárok szolgálatába szegődött kései avarok voltak. Következésképpen ők vehettek részt az alább említendő, Bizánc elleni hadjáratban, a 811. és 813. évben.

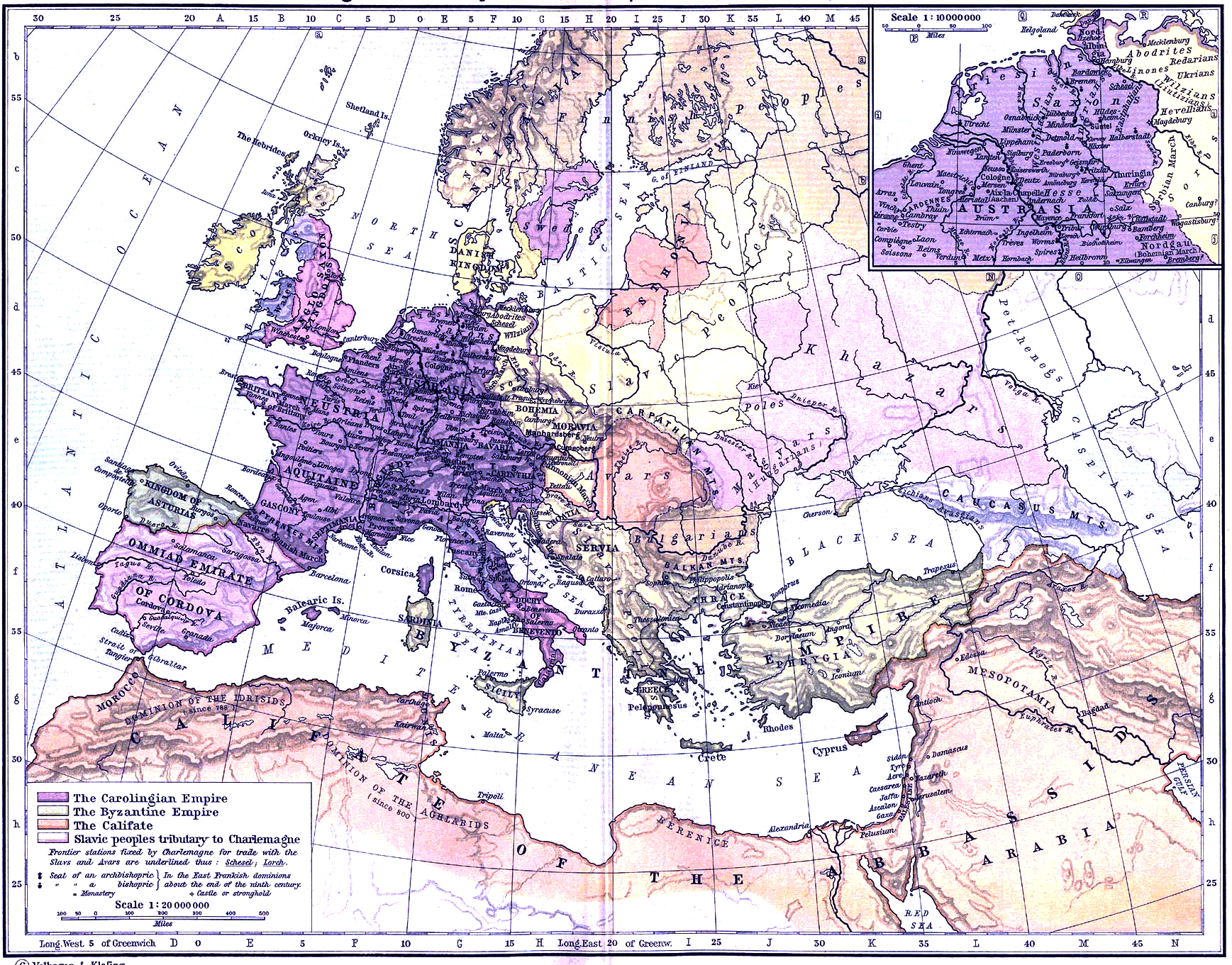
Európa térképe 800 körül

A következő, 796. évben jelentős langobard sereg vonult fel az avarok ellen. A szlavóniai szlávok segítségével előrenyomulva, 15 négyökrös szekérrel szállították haza a rabolt avar kincseket. Harcokra nem került sor, az avar főemberek, élükön az új fejedelem, meghódoltak. Einhard, frank krónikás így írt erről : a „…nemesség teljesen elpusztult ebben a harcban és vele pusztult minden dicsőségük. Minden pénzük és kincsük, amit hosszú évek alatt felhalmoztak a frankokhoz került és emberemlékezet óta nem volt nekik ilyen gazdag zsákmányuk.” Az avar főurak egy része – az ellenállók – a Tiszántúlra vonultak vissza.
A nyugati országrészben a frankok megkezdték az avarok keresztény hitre térítését. Egyházi és világi hatalom eszközeiben nemigen válogatott. A 799. évben az elégedetlenség lázadáshoz vezetett, és a korábban említett helytartó, 795-től a frankok érdekeinek képviseletével megbízott hűbéres úr, állt a felkelők élére. A frankok leszámoltak a pártütőkkel, a 801. évben azonban az avarok újra fellázadtak. A frankok végül úrrá lettek a bajokon, és 803-ban Oriens néven önálló tartománnyá szervezték a meghódított országrészt. Létrehozták a Pannoniai őrgrófságot – fennhatósága a Rábáig terjedt – és a Pannóniai Fejedelemséget. Az avarok vezetői elismerték a frankok királyát uralkodójuknak, s ez után az avar fejedelem, a frankok hűbéreseként, utóbbi tartományt igazgatta. A Kárpát-medence peremvidékein ez időtől telepednek meg szlávok nagyobb számban.
A 804. évben Krum bolgár kán csapatai állítólag csapást mértek az alföldi avarokra. Az eseményről szóló beszámoló hitelét – tárgyi bizonyítékok hiányában – jobbára vitatják. Többen kétségbe vonják az avarok balkáni szereplését is: Dunai-Bulgária Bizánc elleni hadjárataiban 811-ben és 813-ban állítólag avar segédcsapatok is részt vettek.
A 805. esztendőben Theodorus, a pannóniai avarok hűbéres fejedelme Aachenbe ment, és a frankok királyától, a szlávok zaklatásait jelölve indokként, új lakóhelyet kért. A frankok Carnuntum (Deutsch Altenburg) és Sabaria (Szombathely) között létrehozták az Avar Tartományt, és Theodorus utódját – ki az Abraham nevet kapta a keresztségben – állították királyként a nép élére. A nyolcszázharmincas évek elején nevezett tartomány igazgatását frank őrgrófra bízták. Az avarok nevét, jobban mondva a közöttük élő onogur bolgárokét, valamivel később ungari, vuangar stb. alakban is feljegyezték, például Hinkmar reimsi érsek a 862. esztendőben. Tudósítását általában Árpád népével, a magyarok megjelenésével kapcsolják össze. Az onoguroknak, türköknek stb. is nevezett magyarok előőrsei azonban csak a 881. évben költöztek be a Kárpát-medence területére. Avar adófizetőket utoljára 871-ben említenek az Avar Tartomány vidékéről.
Évkönyveink az avarokról látszólag mit sem tudnak. Székhelyieknek, székelyeknek (azaz helyben lakóknak) nevezik őket, ahogyan ők magukat a magyarok bejövetele után címezték. Ahol pedig az avar nevet kellene mégis leírniuk, Attila népéről, hunokról beszélnek. Anonymus: „Ott a székelyek [Siculi], akik előbb Attila király népe voltak…”, illetve Kézai Simon: „Megmaradtak a hunokból háromezren, akiket a futás oltalma mentett ki Krimhild csatájából, s akik a nyugat népeitől való félelmükben egészen Árpád idejéig Csigle mezején maradtak, s magukat ott nem hunoknak, hanem székelyeknek [Zaculos] nevezték.”
A 827. évben Omurtag bolgár kán hajóhadat, illetve csapatokat küldött a Duna- és a Dráva-menti területeken mozgolódó szlávok, illetve az őket támogató frank seregek leverésére. A bolgár had a 827. évben, illetve két év múlva egy újabb hadjárat során, legyőzte a frankokat. A bolgárok ez időben foglalták el a Szerémséget, valamint a Délvidéken is egy határ földet, valószínűleg az Alsó-Tisza vidékét és a Maros völgyét. A Duna és a Tisza között, vélhetően a Bácskában – a feljegyzések szerint e helyen egy cozar nevű nép lakott – gyepűt alakítottak ki. A szóban forgó területek a bolgárok kezén maradtak a magyarok bejöveteléig.
… hogy kiket is találtak a honfoglaló magyarok a Kárpát-medencében, az írott és régészeti források alapján egyaránt nagy bizonyossággal állíthatjuk, hogy ez a népesség lényegében változatlan összetételben azonos volt azzal, amely egy évszázaddal korábban az avar kaganátus, mint politikai formáció pusztulását megélte. Az avarság jelentős vérveszteség nélkül élte túl a 8. század végi, 9. század eleji hatalmi átrendeződést a Kárpát-medencében. Következésképpen nem vonható egyenlőségjel – mint szinte máig teszik – az avarságnak az írásos forrásokból való eltűnése és az avarságnak, mint népnek – egy sokgyökerű, soknyelvű, a különböző türk- és mongol nyelvű néptöredék mellett a Kárpát-medencei szlávokat is magába foglaló konglomerátumnak – a megszűnése között. Ez a történelmi viharokat átélt, megváltozott nevű és átalakult kultúrájú néptömeg alkotta a bázisát a peremterületeken létesült új fejedelemségek mellett a központi részek Karoling provinciájának is. Hasonlóképpen – bár többé az írásos források nem emlékeznek meg róluk – „avarok” lakta terület kellett maradjon a Dunától keletre elterülő síkság is. Ezek leszármazottai alkották a magyar honfoglaláskor a Kárpát-medence alaplakosságát, s ők fogják alkotni majd az új uralkodó népnek, a magyarságnak a népi tömegeit, köznépének zömét is.
Hasonlóképpen nyilatkozik az avarokról Makkay János egyetemi tanár is:
„Az Alföld a 9. században tele volt kisebb-nagyobb falvakkal, és következésképpen temetőkkel! A lakosság az Árpádi honfoglalás idején a Tiszántúlon és Erdélyben egyaránt a kései avar kor népeinek az egyenes ági utódja volt. Nincs okunk mást feltételezni a Dunántúlról sem. Ott azok az avar és onogur birtokosok, akik megkeresztelkedtek és hűségesen fizették a frankoknak az adót, egészen a honfoglalásig, azaz Árpád népe bejöveteléig megtarthatták a földjeiket. Velük együtt bizonyára földet túró szolgáikat is, hiszen egy avar-onogur adófizető földbirtokos aligha túrta a földet, hogy megélhessen. Ugyanezt bizonyítják a régészeti adatok is: Békés megye területén egymást érik az olyan, feltérképezett 9. századi települések, amelyeknek a sajátságai és leletei egyenesen folytatják a 8. századi kései avar kort. Lakosságuk tehát a 8. századi, késő avar kori falvak embereinek utóda volt: azok gyerekei, unokái, dédunokái. Aligha lehet véletlen, hogy Tolnában, Baranyában, Somogyban, Zalában, sőt a Szerémségben is szépen szaporodnak a késő avar kor temetői (sőt telephelyei). Árpádi honfoglalók sírjai-temetői pedig ritkák, mint a fehér holló. Árpádi temetkezések hiánya éppen a legarchaikusabb magyarok lakta területeken? Göcsejben, Hetésben, Valkó vára környékén, a nyugati és déli végeken?!”

## Nyitrai Fejedelemség

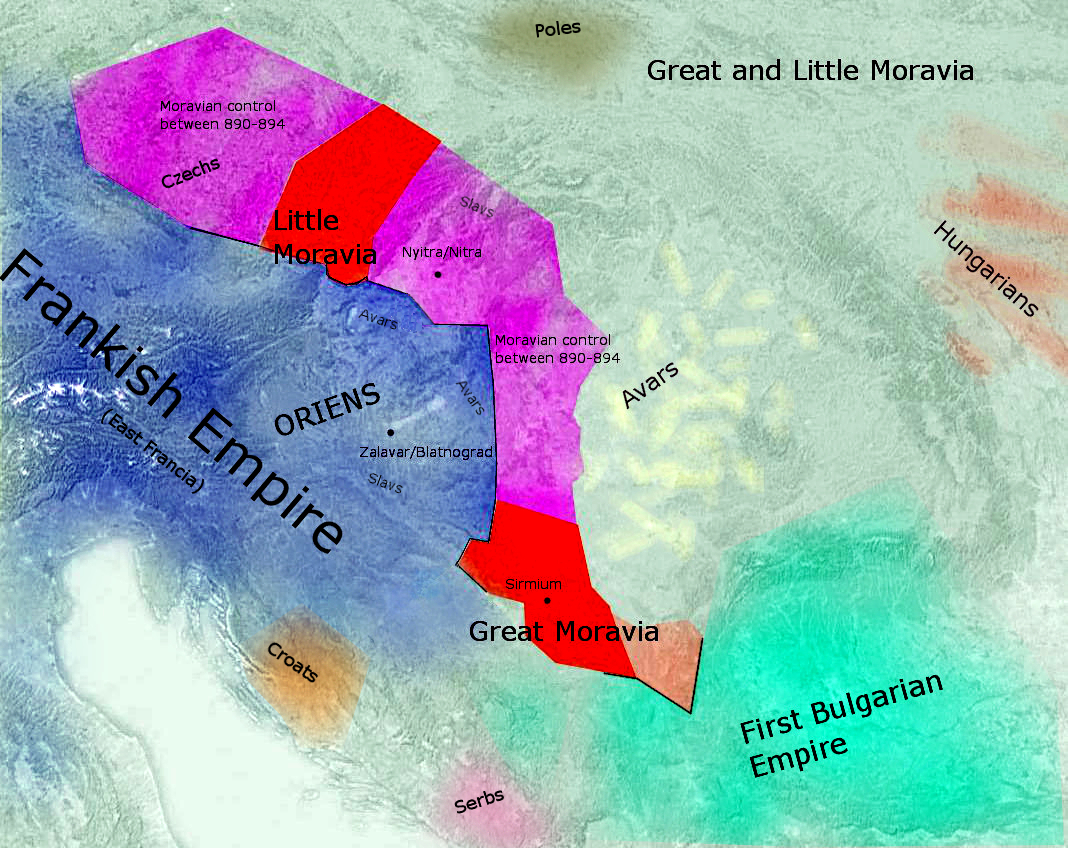
A „Morva Birodalom” Püspöki Nagy Péter történész szerint

825-ben Pribina fejedelem Nyitra központtal létrehozta az első kárpát-medencei szláv államot nagyjából a mai Szlovákia területén. I. Mojmír morva fejedelem azonban, aki ekkortájt függetlenítette magát a Keleti Frank Királyságtól, Pribina államát hamarosan elfoglalta és Morvaországhoz csatolta, ezzel létrehozva a Morva Fejedelemséget  („Nagymorva Birodalom”). Bár a Dunántúl a 843-as verduni szerződés után II. Lajos keleti frank király királyságához tartozott, Mojmir igényt tartott a területre és saját birodalma részévé tette. A morvák kárpát-medencei hatalma I. Szvatopluk morva fejedelem uralkodásánk idején ért csúcspontjára.
A Nyitrai Fejedelemség kárpát-medencei elhelyezkedése korántsem egyértelmű. Bakay Kornél régészeti és írott forrásokra hagyatkozva elképzelhetőnek tartja, hogy a Keleti-Alpokban, a mai Szlovénia, illetve Karintia térségében helyezkedhetett el. Az írásos dokumentumokban fellelhető Nitrava helynév nem feltétlenül azonosítható Nyitrával, mint ahogy a Mosaburg-Zalavár megfeleltetés sem teljesen bizonyos.

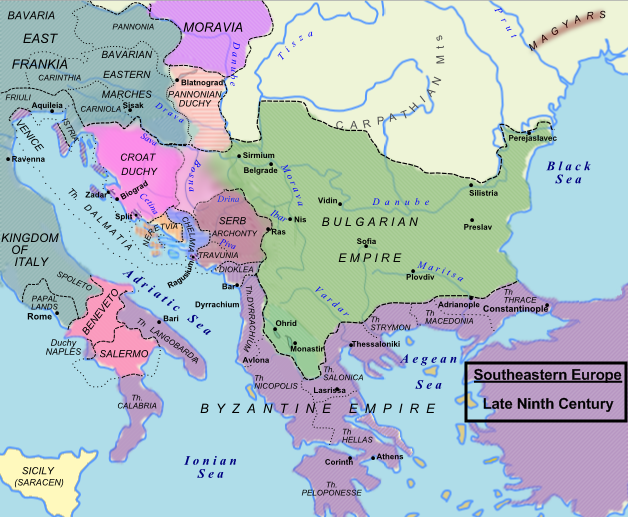
Délkelet-Európa országai 850-ben